# ジョン・レノン
ジョン・ウィンストン・オノ・レノン（英語: John Winston Ono Lennon、1940年10月9日 - 1980年12月8日）は、イギリス出身のシンガーソングライター、ギタリスト。

## 概略
ビートルズを創設したリーダーで、ボーカル、ギターなどを担当するとともに、ポール・マッカートニーと「レノン＝マッカートニー」として多くの楽曲を制作した。1965年にはMBE・大英帝国第5級勲位を受章した。
1970年のビートルズ解散後はアメリカ合衆国に移住し、ソロとして、また妻で芸術家のオノ・ヨーコ（小野洋子）と共に活動した。1975年から約5年間音楽活動から引退し、1980年に復帰するも、同年12月8日ニューヨークの自宅前において銃撃され死亡した。
前妻シンシアとの間に生まれた長男ジュリアンと、ヨーコとの間に生まれた次男ショーンの2人の息子がいる。
ビートルズ時代を含め、数多くの代表曲を持ち、ソロ時代の代表曲としては「平和を我等に」「インスタント・カーマ」「ラヴ」「イマジン」「パワー・トゥ・ザ・ピープル」「ハッピー・クリスマス（戦争は終った）」「真夜中を突っ走れ」「スターティング・オーヴァー」「ウーマン」などが挙げられる。
2002年にはポールやジョージ・ハリスン、フレディ・マーキュリー、ボーイ・ジョージ、ロビー・ウィリアムズらとともに100名の最も偉大な英国人に選出された。

## 生涯

### ビートルズデビュー以前

#### 幼年期
1940年10月9日18時30分、第二次世界大戦のドイツによる空襲下に置かれたマージーサイド州リヴァプールで誕生する。アイルランド系であった父のアルフレッド・フレディ・レノン（1912年 - 1976年）は労働者階級で商船の乗組員として航海中であり、イングランド人であった母のジュリア・スタンリーは他の男性と同棲していたため、母親の長姉で「ミミ伯母」と呼ばれた中流階級であるメアリー（1903年 - 1991年）夫婦に育てられる。ファーストネーム（ジョン）は、父方の祖父のジョン・ジャック・レノン、さらにミドルネーム（ウィンストン）は、当時のイギリスの首相のウィンストン・チャーチルにちなむ。また、スコットランド人の血も引いている。

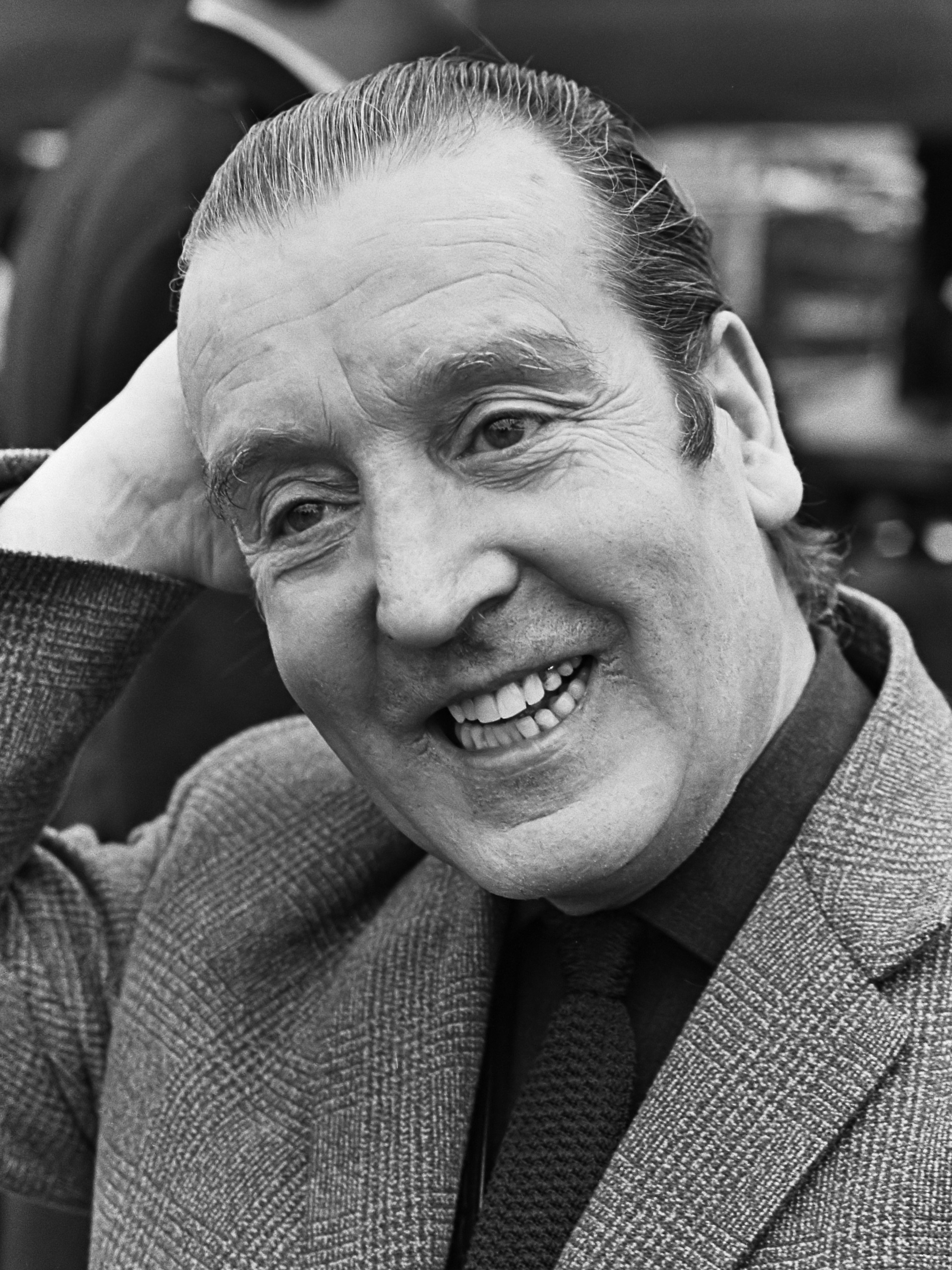
ジョンの父・アルフレッド（1966年）

レノンを育てた伯母夫妻は中流家庭であった。ビートルズの他の3人のメンバーは労働者階級出身である。1946年に帰国した父に引き取られて数週間一緒に暮らしたが、母に連れ戻される。しかし母と暮らすことはできず、ふたたびミミ夫妻に育てられる。その一方、父は家出して行方不明となった。

#### 少年時代
レノンは1952年9月、グラマー・スクールのクオリー・バンク校に入学した。父親代わりだったミミの夫・ジョージ（1903年 - 1955年）が1955年に死去した。
レノンのティーンエイジャー時代のイギリスでは、ロニー・ドネガンの「ロック・アイランド・ライン」が1956年に大ヒットとなり、スキッフル・ブームが起きた。さらに1956年、エルヴィス・プレスリーの「ハートブレイク・ホテル」を聴き、ロックンロールに衝撃を受けたレノンは、初めてのギターとなるギャロトーン・チャンピオンを新聞の通信販売で購入した。この頃、母が近くに住んでいることを知ったレノンは、彼女の家へ通うようになった。夫・フレッドからバンジョーのコードを教わっていたジュリアは、レノンにバンジョーのコードをいくつか教え音楽に関心を向けさせた。
1957年、第1作にあたる「ハロー・リトル・ガール」を作曲する。当時からギター、ヴォーカルを担当していた。

#### ポール、ジョージとの出会い
3月、クオリー・バンク校で、級友たちとスキッフルバンド「クオリーメン」を結成した。レノン以外のメンバーが定着しないまま活動を続けていた7月6日、演奏のためウールトンのセント・ピーターズ教会に赴いた際、共通の友人たるアイヴァン・ボーンにポール・マッカートニーを紹介される。10月18日にマッカートニーをクオリーメンに加入させる。バンド活動と並行して、エルヴィス・プレスリー、チャック・ベリー、バディ・ホリー、ジーン・ヴィンセントなどアメリカのロックンロールに夢中になった。またレノンは、自分が大きな影響を受けた一人として、ルー・クリスティをあげている。1958年2月、マッカートニーからジョージ・ハリスンを紹介されたレノンは、間も無く彼のギター演奏技術を評価し、クオリーメンに採用した。

#### 母の死
1958年7月15日、非番の警察官が運転する車が母・ジュリアをはねて死亡させる事件が起こった。母・ジュリアの死はレノンに大きく影響し、すでに（1956年、14歳のとき）母を乳癌で亡くしていたマッカートニーとの友情を固めた。
1958年9月、レノンはクオリー・バンクを卒業後、同校校長の取り計らいで美術専門学校であるリヴァプール・カレッジ・オブ・アート （Liverpool College of Art）に入学する。そこで最初の妻となるシンシア・パウエルと出会った。1959年1月、クオリーメンのメンバーはレノン、マッカートニー、ハリスンの3人だけになった。

#### ハンブルク時代
このころからリヴァプールだけでなく、西ドイツハンブルクのクラブなどでも演奏活動を始めている。この頃、レノンはハンブルクの楽器店でデビュー時まで使用することとなるエレキギターリッケンバッカー325を購入。1960年1月、レノンの説得により、リヴァプール・カレッジ・オブ・アートでの友人、スチュアート・サトクリフがメンバーに加わりヘフナーNo.333を用いてベースを担当した。レノンを含めたメンバーはハンブルク滞在中に薬物、酒、性交、ロックンロールを楽しんでいた。従ってボブ・ディランがビートルズに薬物を教えたという俗説は誤りである。バンド名も「クオリーメン」から「ジョニー&ザ・ムーン・ドッグス」や「ザ・シルヴァー・ビートルズ」と名乗るようになり8月「ビートルズ」になりピート・ベストが加入した。
1961年4月、サトクリフはハンブルク滞在中に脱退し、画家を目指した。レノンは、すぐにマッカートニーを説得してベーシストに転向させた。またレノンはこのとき、加入を申し出たクラウス・フォアマンを不採用とした。なお、サトクリフは恋人とハンブルクに残るがまもなく21歳で脳出血のため死去した。6月、ドイツで活動していたイギリス人歌手トニー・シェリダンのバック・バンドとして「マイ・ボニー」などの曲を録音した。

### ビートルズ時代

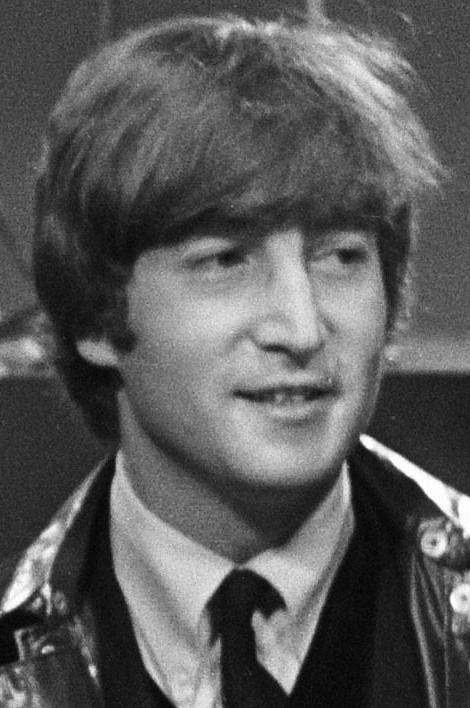
ビートルズ時代

#### ブライアン・エプスタインとの出会い
1961年12月、ビートルズは「マイ・ボニー」を買いにきた客からビートルズを知ったレコード店経営者のブライアン・エプスタインとマネージメント契約を結び、ロンドンのレコード会社への営業活動を始めた。1962年1月1日に、デッカ・レコードの審査を受け不合格となるが、6月にEMIパーロフォンと契約を結ぶ。8月16日にベストが解雇され、以前からビートルズと親しく交流していた「ロリー・ストーム＆ザ・ハリケーンズ」のドラマーであるリンゴ・スターが8月18日に加入した。10月5日、ビートルズとしてレコード・デビューを果たした。

#### 最初の結婚
シンシア・パウエルと1962年8月23日に結婚。しかしシンシアの存在は、数年間隠されていた。

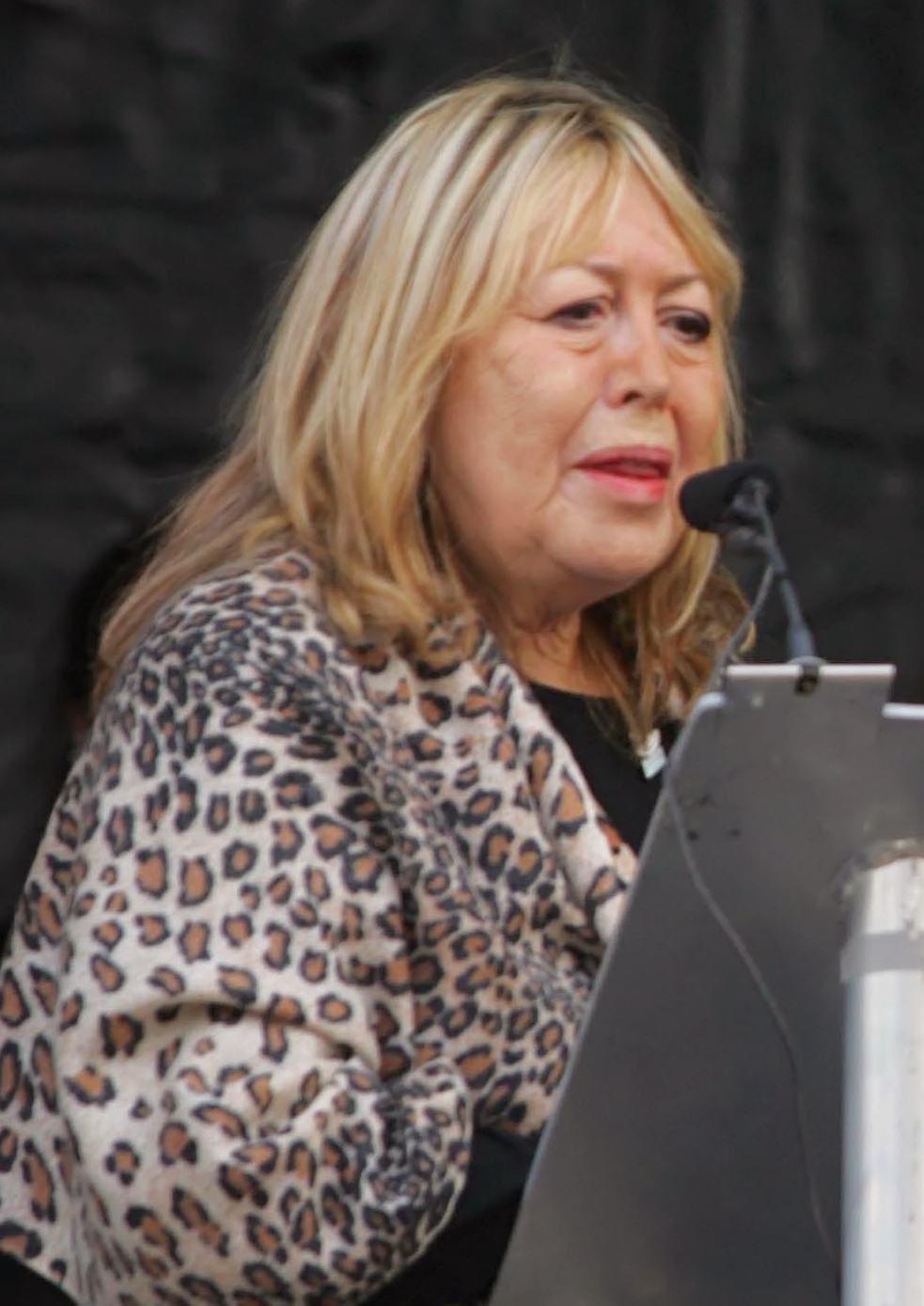
最初の妻のシンシア・パウエル

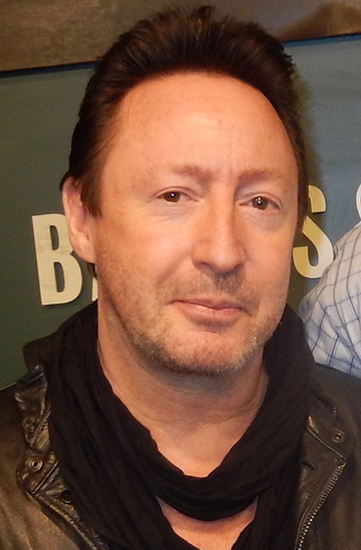
長男のジュリアン・レノン

長男・ジュリアン・レノンが1963年4月8日に誕生。しかし、両親と生活したことがないジョンは、ジュリアンにどう接していいかわからなかった。「『どうしたらジュリアンが喜ぶか教えてくれないか？やり方がわからないんだ』とレノンに質問された」とマッカートニーは述べている。ジュリアンものちに「ポールはかなり頻繁に遊んでくれたよ、父さんよりね。僕らはいい友人だった。そのころの僕とポールがいっしょに遊んでいる写真は、父さんとの写真よりもはるかに多い」と述べている。
ヒッピー文化に影響されたレノンとビートルズのメンバーは、ドノヴァン、マイク・ラヴ、ミア・ファロー、ジェーン・アッシャー、パティ・ボイド、シンシア・レノンらとインドへ行っている。

#### キリスト発言
1966年3月4日、ロンドン・イブニング・スタンダード紙のモーリーン・クリーブとのインタビューでレノンは次のように発言をした。
「キリスト教は逝っちゃうだろうね。議論の余地はないね。僕は正しいし、僕が正しい事は証明されるさ。今やビートルズはイエスより人気がある。ロックン・ロールとキリスト教、どちらが先に逝っちゃうかはわからないけどね。イエスはまぁイケてたんじゃない？けど弟子たちはバカで凡人だった。僕に言わせれば、ヤツらがキリスト教を捻じ曲げて滅ぼしたのさ。」
この発言はイギリスではほとんど問題にならなかったが、同年7月にアメリカのファンマガジン『デートブック』に再収録されると、キリスト教右派が信奉されるアメリカ南部や中西部の保守的宗教団体による大規模な抗議活動が生じた。ラジオ局はビートルズの曲の放送を禁止し、ビートルズのレコードや関連商品が燃やされた。スペインおよびヴァチカンはレノンの発言を非難し、南アフリカ共和国はビートルズの音楽のラジオ放送を禁止した。最終的に、1966年8月11日にレノンはシカゴで以下のように釈明会見を行いヴァチカンも彼の謝罪を受容した。
「もし"テレビがイエスより人気がある" と言ったなら何事もなかったかもしれない。あの発言には後悔してるよ。神を否定していないし、反キリストでもなければ、反教会でもない。イエスを攻撃したわけでもなければ、貶めたわけでもない。ただ事実を話しただけで、実際アメリカよりイギリスではそうなんだ。ビートルズがイエスより良くて偉大だとは言ってないし、イエスを人として僕らと比べたりもしてない。言ったことは間違ってたと話したし、話したことは悪く取られた。そして今に至る、ってことさ。」
「たまたま友人と話をしていて、“ビートルズ”という言葉を自分とはかけ離れた存在として使っただけなんだ。“今のビートルズは何にもまして大きな影響を若者や状況に与えている、あのキリストよりも”って言ったんだ。そう言ったことが間違って解釈された。」

#### オノ・ヨーコとの出会い

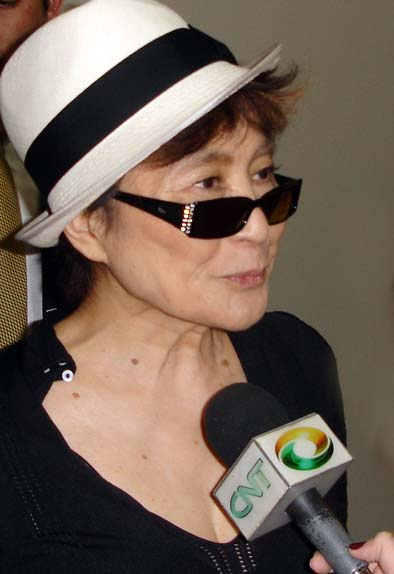
2人目の妻の小野洋子

1966年8月29日にアメリカ合衆国カリフォルニア州サンフランシスコで最後の公演を終えた後、ビートルズは『サージェント・ペパーズ・ロンリー・ハーツ・クラブ・バンド』の制作前に予定されていた2か月余りの長期休暇に入った。レノンは主演映画『ジョン・レノンの 僕の戦争』の撮影にのため西ドイツへ向かった。撮影が終わり、ロンドンに戻ったレノンは、インディカ・ギャラリーで行われていた女性前衛芸術家の個展内覧会に招かれ、経営者のジョン・ダンバーからオノ・ヨーコを紹介された。美術学校時代に東洋文化を専攻していた友人がいたレノンは、当時日本や東洋文化に興味を持ち、禅宗や空の概念に強い関心を寄せていた。これを色濃く反映させたオノの作品に強い興味を示した。
レノンが見たオノの作品に、白い部屋の真ん中に天井まで届く梯子と天井から虫眼鏡がぶら下がっているものがある。白い天井には裸眼では見えないほど小さな文字で何かが書いてあり、虫眼鏡を使って見ると、"YES"とだけ書かれている。「"No"とかの否定的な言葉でも、何かを罵る言葉でもなく、乱暴な言葉でもなく、肯定的で短い"YES"だったことに衝撃を受けた」と、レノンがそれをいたく気に入ったという逸話がある。
オノの作品や言動に魅力を感じたレノンは、その後資金提供を行い、連絡も頻繁に取るようになっていった。1968年2〜4月のインドでの修行中も、オノと文通していた。5月19日、オノへの思慕を募らせたレノンは妻シンシアの旅行中にオノを自宅に呼び、実験音楽の制作を行ったが、予定より早く帰宅したシンシアがオノと鉢合わせし、そのまま家を出て行ってしまった。レノンはそのままオノとの同棲生活を始めた。7月にシンシアと離婚を申請し、11月8日に正式に離婚した。
その後、レノンは1969年3月にジブラルタルでオノと結婚し、新婚旅行で訪れたパリでジョンとヨーコのバラードを書いた。結婚後まもなく、レノンはミドルネームの"Winston"を"Ono"に変更する旨を裁判所に申請したが、却下された。代わりに、レノンの本名はパスポートやグリーンカードなどの公文書に"John Winston Ono Lennon"と表記された。
本格的なソロ活動を開始する前、レノンはオノと前衛的な『「未完成」作品第1番 トゥー・ヴァージンズ』『「未完成」作品第2番 ライフ・ウィズ・ザ・ライオンズ』『ウェディング・アルバム』の3作のアルバムを発表した。また、レノンのソロ時代発表されたアルバムと対をなすようにオノのソロ作品『ヨーコの心』(1970年)『フライ』(1971年)『無限の大宇宙』(1972年)『空間の感触』(1973年)が発表された。なお、2人の共同名義の音楽作品として、ほかに『サムタイム・イン・ニューヨーク・シティ』(1972年)『ダブル・ファンタジー』(1980年)『ミルク・アンド・ハニー』(1984年)がある。

#### ベトナム反戦運動

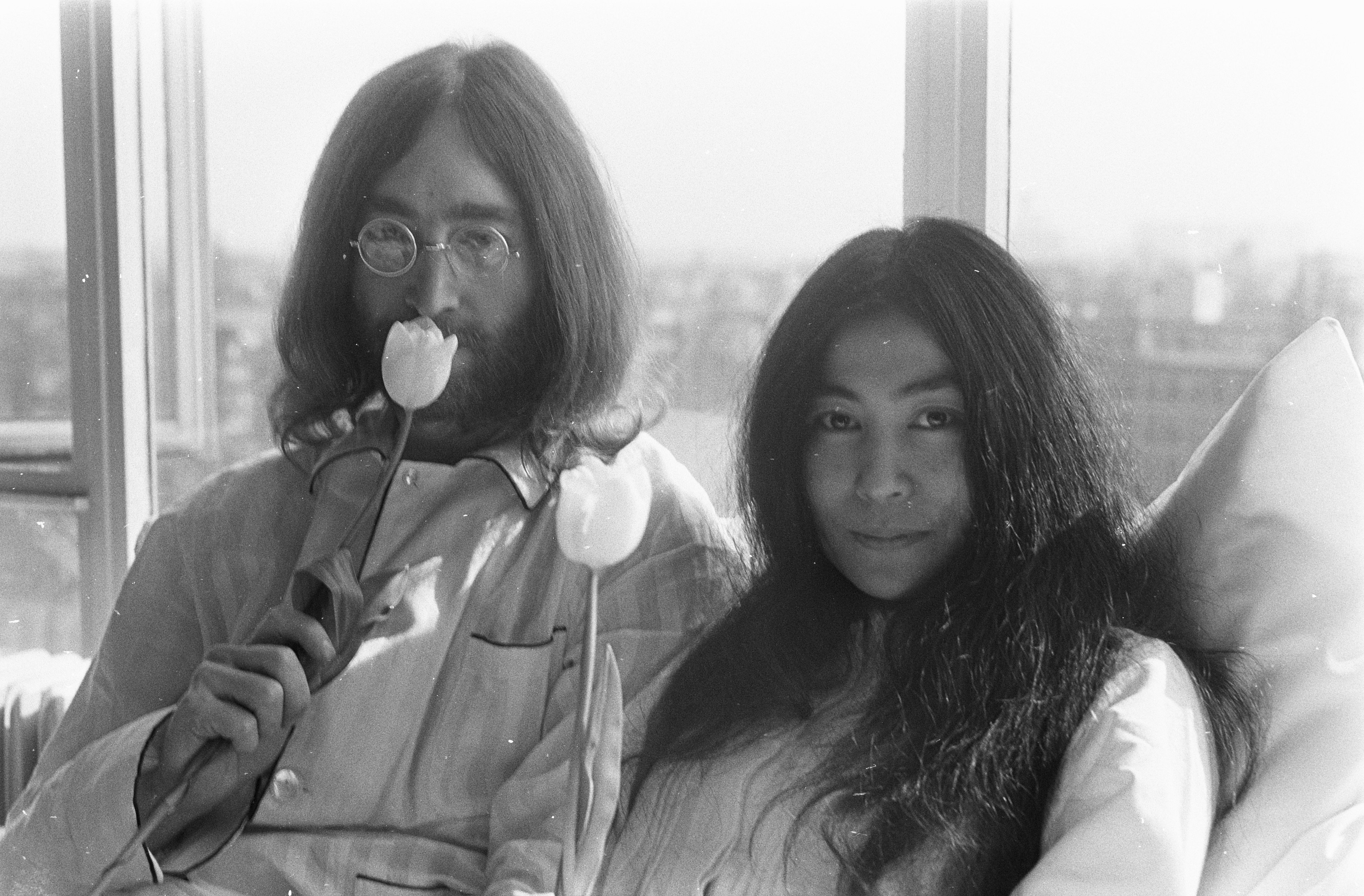
ジョン・レノン、妻のオノ·ヨーコ（1969年）

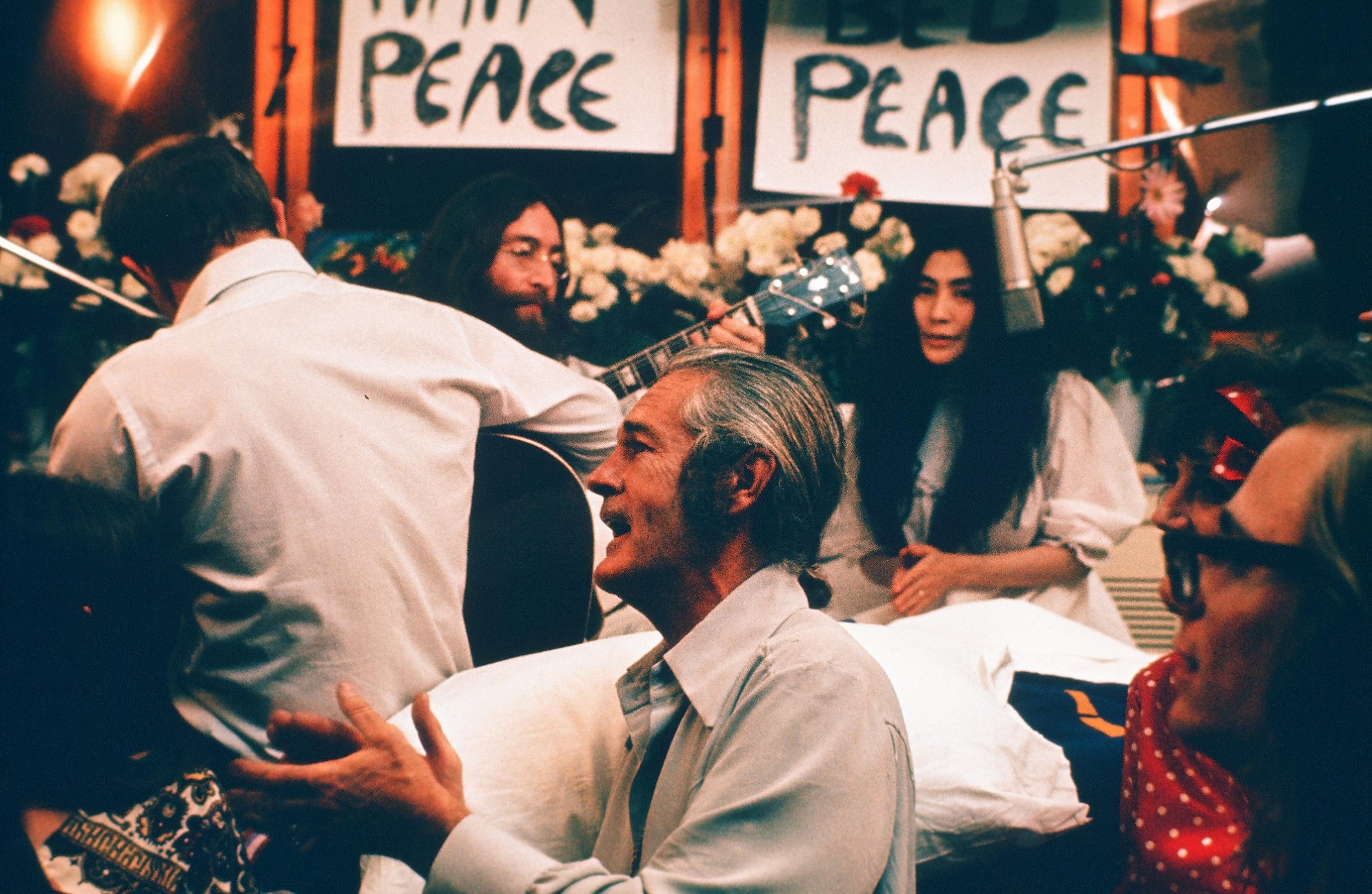
ベッド・イン風景、（奥左）ジョン・レノン、（奥右）オノ・ヨーコ、（中央）ティモシー・リアリー。「平和を我等に」のレコーディング中（1969年）

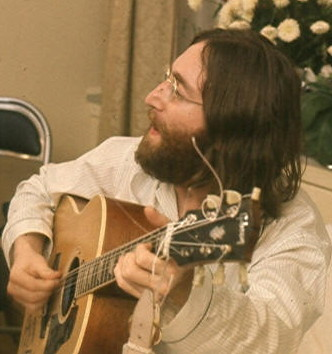
「平和を我等に」を歌うジョン・レノン（1969年）

レノンとオノは3月26日から31日にかけて新婚旅行先のオランダ・アムステルダムで「平和のためのベッド・イン」を行うなど、奇妙なカップルの動向を大々的に報道するマスコミを利用して、平和活動を展開した。
5月26日から カナダケベック州モントリオールで2回目の「ベッド・イン」を行い、6月1日には様々な著名人をホテルに招いて「平和を我等に」の録音を行い、さらに2人で「ヨーコの心」も録音した。この2曲は「プラスティック・オノ・バンド」名義初のシングルとしてイギリスでは7月4日に発売された。
ベトナム戦争に対する抗議と平和を求める活動に積極的に参加し、反戦運動における重要人物とも見做される一方、左翼団体の国際マルクス主義グループと関係を持っていたことからFBIの監視対象にもなっていた。イギリスのベトナム戦争支持を受け、1965年に受勲した大英帝国勲章を返上した。このほかにも「バギズム」や「ドングリ・イヴェント」など、オノと共同で行ったパフォーマンス・アートや 「War Is Over (If You Want it)」（ともに1969年）の街頭広告を発表した。

#### ビートルズからの脱退
1969年、いわゆる「ゲット・バック・セッション」の終了後、レノンは本格的にソロ活動を開始し、7月にはシングル「平和を我等に」をプラスティック・オノ・バンド名義で作品を発表した。9月13日には「ロックン・ロール・リバイバル・コンサート」にプラスティック・オノ・バンドを率いて出演し、3年ぶりに観衆の前で演奏を行った。
その1週間後の20日、ハリスンを除く3人がクレインとともに米国キャピトル・レコードとの契約更新の手続きのためアップル本社で持った会合の席上で、レノンとマッカートニーはバンドの今後を巡って口論になった。公演活動の再開を望むマッカートニーにレノンは悉く反発し、挙句の果てに「契約書にサインするまでは黙ってろと言われたんだけど、君がそう言うんなら教えてやるよ。俺はもうビートルズを辞めることにした」と吐き捨てた。契約更改を控えた現時点で脱退を公表することは大きな不利益を被るとマッカートニーとクレインに説得され、この時点ではレノンの脱退は秘密とすることとなった。しかしレノンはこれ以降ビートルズとしてスタジオに戻ることはなく、実質的にビートルズは解散した。

### ソロ活動

#### 初期の活動とアメリカ移住：1970年 - 1972年
1970年2月、フィル・スペクターがプロデュースし、ハリスンも参加した「インスタント・カーマ」は米英でトップ5ヒットとなりゴールドディスクを獲得した。
4月1日から9月15日まで、レノンとオノはロンドンのティッテンハーストとアメリカ・ロサンゼルスのアーサー・ヤノフ博士のクリニックで、彼が提唱した精神療法である原初療法を受けた。
帰国後、プロデューサーにスペクターを迎え、スター、フォアマン、ビリー・プレストンと共にレコーディングを開始、12月にアルバム『ジョンの魂』とシングル「マザー」を発表した。
1971年6月、アルバム『イマジン』の制作を開始した（発表は10月）。これにはハリスン、ホワイト、ケルトナー、キング・カーティス（サキソフォーン）が参加した。米国1位、英国1位、日本1位（オリコン総合チャート）と大ヒットを記録した。
9月、レノンは活動の拠点をアメリカ合衆国ニューヨーク州ニューヨークに移し、グリニッジ・ヴィレッジのアパートで生活を始めた。ここでジェリー・ルービンやアビー・ホフマン、ボビー・シールら多くの反体制活動家やミュージシャンと知り合い、政治活動（公務員に対して禁止されている政治活動の行動類型）に積極的に参加した。レノンはルービン、ホフマン、シールらの印象が、自分のそれと同様に、マス・メディアによって悪く歪曲されていることを知った。大麻所持で通常よりも重い10年間の禁固刑を受けた反体制活動家ジョン・シンクレアの救済公演への出演、アッティカ刑務所の入所者家族のための慈善公演（ともに1971年12月）なども行った。ジョンは、公式に特定の政党を支持したことは一度もなかったが、「人々に力を、民衆に権力を」と主張しアメリカ国内でデモ行進をした。大統領リチャード・ニクソンはロナルド・レーガンと同じく、50年代にマッカーシーの赤狩りに協力したような政治家だった。ニクソン時代のFBI長官ジョン・エドガー・フーヴァーとFBIによる監視については、レノンの死後に関係者の訴訟により膨大な量の調査報告書が公開されている。このような理由から、レノンの大麻不法所持による逮捕歴を理由としたアメリカへの再入国禁止処分について再延長の手続きをとり続けた。
1971年6月にはパーティーでマイルス・デイヴィスと会い、一対一のバスケット・ボールを楽しんだ。この様子は、動画サイトに残っている。1972年2月に、テレビ番組「マイク・ダグラス・ショー」に出演し、少年時代から敬愛するチャック・ベリーと共に「メンフィス・テネシー」と「ジョニー・B・グッド」を演奏した。5月にワシントン・スクエアの教会で慈善公演に出演した。
1972年6月発表の『サムタイム・イン・ニューヨーク・シティ』はニューヨークのローカル・バンドのエレファンツ・メモリーがバックを務め、刑務所での暴動、人種問題や性差問題、北アイルランド紛争、アメリカ合衆国のグリーンカードについて歌い、アルバム・ジャケットに裸踊りをするリチャード・ニクソンと毛沢東の合成写真を使用した。8月30日、レノンはエレファンツ・メモリーとともに、精神発達遅滞児童を援助する2回の慈善公演「ワン・トウ・ワン」をニューヨークのマディソン・スクエア・ガーデンで行い、スティーヴィー・ワンダーと「平和を我等に」を共演したほか、ビートルズ時代の「カム・トゥゲザー」を披露した。9月6日には筋ジストロフィー患者を援助する24時間チャリティテレビ番組『ジェリー・ルイス・レイバー・デイ・テレソン』にエレファンツ・メモリーとともに出演した。

#### 「ヌートピア」宣言と「失われた週末」：1973年 - 1975年

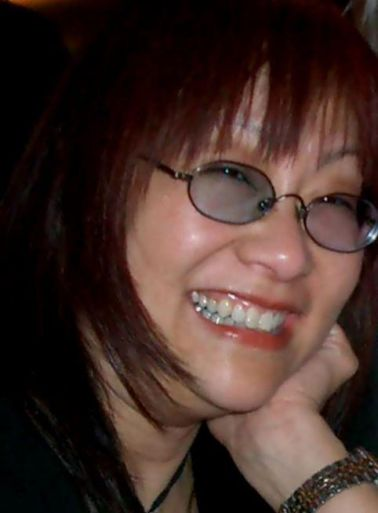
個人秘書のメイ・パン

1973年3月13日、レノンはハリスンと共にスターのソロ・アルバム『リンゴ』のために提供した「アイ・アム・ザ・グレーテスト」のレコーディングに参加した。
3月23日、米国出入国管理局は、前年に滞在延長の申請が却下されたのにもかかわらずアメリカ国内で政治的活動を行っていたオノに対して永住権を認める一方で、レノンに対しては国外退去命令を出した。これを受けて4月1日、夫妻はニューヨークで会見を開き、領土も国境もパスポートもない架空の理想国家「ヌートピア」の建国宣言を行ない、米政府の対応を痛烈に批判するとともに、命令の撤回を求める訴訟を続けた。
9月、アルバム『マインド・ゲームス』完成するとレノンはオノのもとを離れ、2人の個人秘書であったメイ・パンとともにカリフォルニア州ロサンゼルスで同棲生活を始めた。10月からはフィル・スペクターのプロデュースでオールディーズのカバーアルバムの制作を始めた。しかし途中でスペクターがマスターテープを持ったまま行方不明になったため、中断を余儀なくされてしまった。
後に「失われた週末("Lost Weekend")」とレノンが語ったこの時期、スターやハリー・ニルソン、ザ・フーのキース・ムーンらと毎晩のように飲み歩いて過ごしていた。そのため泥酔してナイトクラブで騒ぎを起こして新聞沙汰にもなった。一方、長い間疎遠になっていたマッカートニーとの和解や、パンの尽力による前妻シンシアとの間に生まれた息子・ジュリアンとの再会も果たした。さらにローリング・ストーンズのミック・ジャガーの曲「トゥー・メニー・クックス」をプロデュースした。

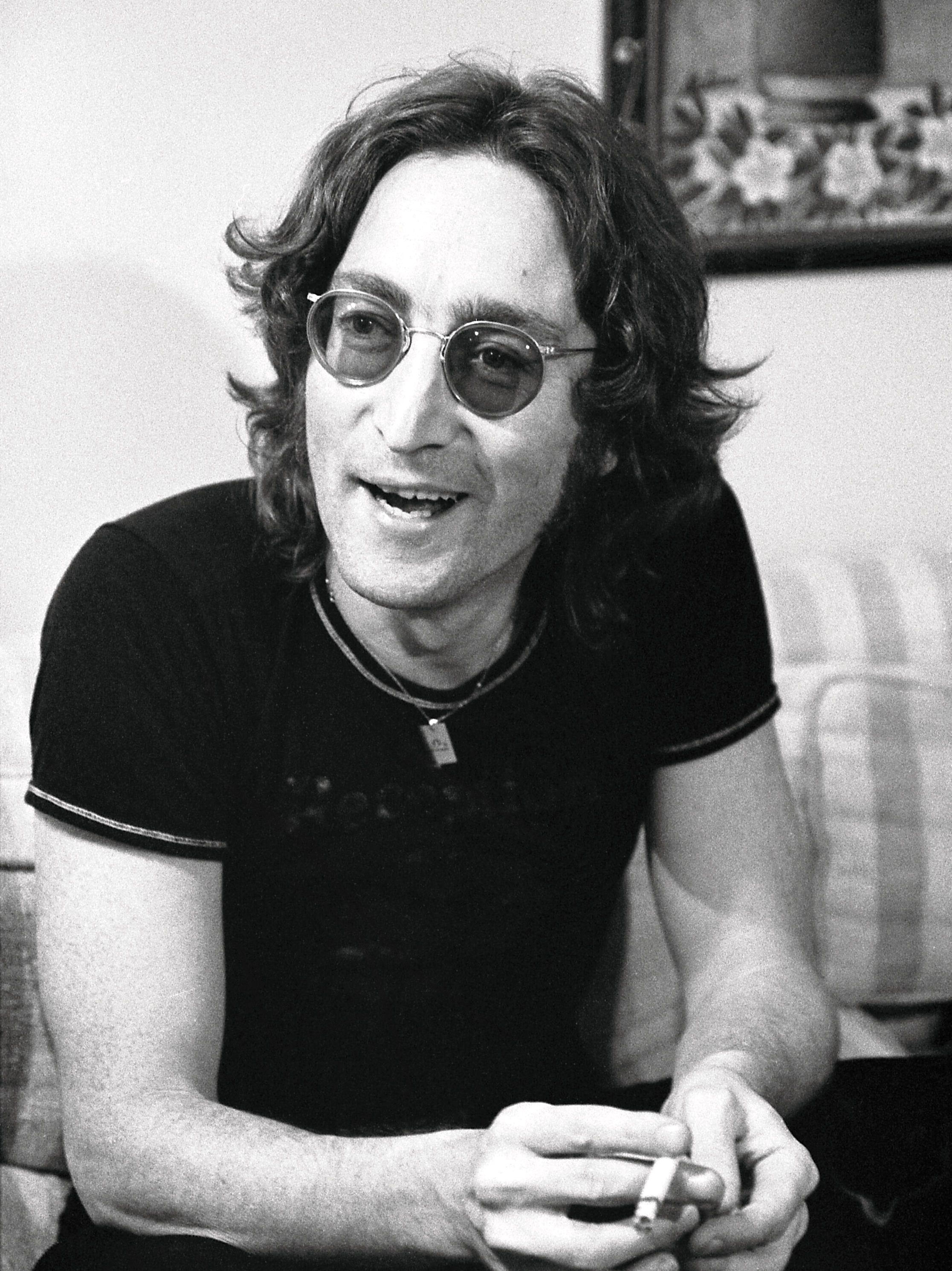
1974年

1974年4月下旬、レノンはスペクターからテープを取り戻すことをいったん諦め、ニューヨークに戻った。ニルソンの『プシー・キャッツ』をプロデュースした後、自らのプロデュースでアルバム『心の壁、愛の橋』の制作を行った。ローリング・ストーン誌でレノンの最高傑作と評価されたこのアルバムは『イマジン』以来、ソロとして2作目の全米1位を獲得した。また、エルトン・ジョンと共演した先行シングルの「真夜中を突っ走れ」はソロになって初めての全米1位となった。その後、エルトンがカバーしたビートルズの「ルーシー・イン・ザ・スカイ・ウィズ・ダイアモンズ」で再び共演、シングルカットされ、これも全米1位を獲得した。11月28日、マジソン・スクエア・ガーデンで行われたエルトンの公演に出演、3曲を演奏した。同公演後に、レノンはオノと再会したと言われている。また、スターのアルバム『グッドナイト・ウィーン』にも参加、タイトル曲を提供した。

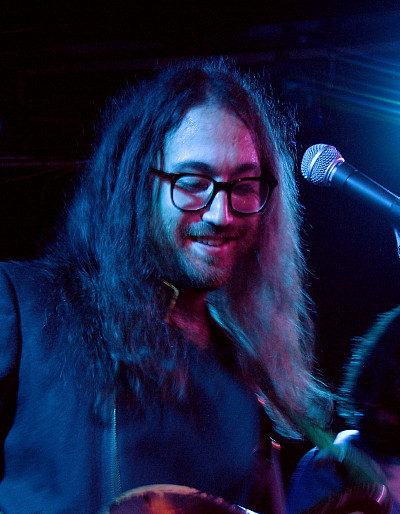
息子のショーン・レノン

1975年1月、デヴィッド・ボウイの『ヤング・アメリカンズ』のレコーディングに参加、ビートルズ時代の「アクロス・ザ・ユニバース」を共演、さらにボウイ、カルロス・アロマーと「フェイム」を共作し、コーラスとギターで参加した。同時期にレノンはオノの住む自宅へ戻った。2月、カバー・アルバム『ロックン・ロール』を発表。同作から「スタンド・バイ・ミー」のヒットが生まれた。
3月1日には第17回グラミー賞最優秀レコード賞のプレゼンターとして出演した。4月18日に放映されたBBCのテレビ番組「オールド・グレイ・ホイッスル・テスト」に出演し、ボブ・ハリスからのインタビューも受けた。また6月13日に放映された「ア・サルート・トゥー・サー・ルー・グレード」にも出演し、ライヴ・パフォーマンスを披露した。
10月7日、ニューヨーク州最高裁判所は、米国出入国管理局が前年7月18日にレノンに対して再度出した国外退去命令を認めない判決を下した。これにより3年半余り続いたアメリカ政府との係争はようやく終結した。その2日後、レノンが35歳の誕生日を迎えた10月9日、第二子・ショーンが誕生した。同月コンピレーションアルバム『シェイヴド・フィッシュ〜ジョン・レノンの軌跡』を発表した後、ショーンの養育に専念するため音楽活動から退いた。

#### 活動休止と「主夫」生活：1976年 - 1979年
1976年1月26日に1967年から9年間にわたるEMI／キャピタルとのレコーディング契約が満了したが、更新には興味を示すことはなく、他のレコード会社との契約を結ぶこともなかった。
しかし「主夫」生活の間も自宅で作曲活動は続けており、時たま自作曲をテープに録音していた。また1976年6月にはスターのアルバム『リンゴズ・ロートグラヴィア』のために「クッキン」を提供し、スタジオでピアノ演奏も行った。
1976年7月27日にアメリカでの永住権を獲得、グリーン・カードを取得すると、翌1977年から79年にかけて、毎年家族を伴い日本にやってきた。1977年10月4日、日本滞在中にホテルオークラで行われた記者会見で「大きな決断ということではないのだが、家族と過ごす以外に創作活動に没頭する時間が取れると思えるようになるまでは、可能なかぎり赤ちゃんと一緒にいることにしました」と語り、音楽活動からの「引退」を公式に発表した。
1979年、当時の国連事務総長クルト・ヴァルトハイムから12月に開催する予定の『カンボジア難民救済コンサート』に「ビートルズ」としての出演を依頼された。レノンは公演の趣旨には賛同したが「ビートルズ再結成」には興味がなかったため、参加を辞退した。

#### 活動再開、そして突然の死：1980年
1980年6月、オノの勧めで息抜きに単身訪れたバミューダ諸島で創作意欲を掻き立てられたレノンは、約2か月の滞在の間に作った曲をスタジオで録音することを思い立った。プロデューサーには旧知のジャック・ダグラスを起用し、8月から新曲の録音を開始した。10月まで続いたセッションではオノの曲も合わせて、22曲が録音された。
10月23日に先行シングルとして「スターティング・オーヴァー」をリリース、11月17日には5年ぶりのアルバム『ダブル・ファンタジー』を発表した。アルバムは12月6日付けのビルボード誌で初登場第25位、シングルは同日付で第6位まで上昇していた。
12月8日22時50分（米国東部時間）にニューヨークの自宅「ダコタ・ハウス」前において、近づいてきたファンを名乗るマーク・チャップマンに銃撃された。すぐに近くのルーズヴェルト病院に搬送されたが、失血性ショックにより25分後に死亡した。翌年1月にはスターの新しいアルバムのためのセッションと次作『ミルク・アンド・ハニー』のための追加セッションを行い、その後、日本を皮切りとするワールド・ツアーが計画されていた中での突然の死だった。40歳だった。
レノンの死後、「スターティング・オーヴァー」はビルボード誌で12月27日から5週連続第1位を獲得、セカンドシングル「ウーマン」も3月21日から3週連続第2位を記録した。また『ダブル・ファンタジー』は12月27日から9週連続第1位を獲得した。全世界で500万枚以上を売り上げ、レノンのソロキャリアで最大のヒット作となり、第24回グラミー賞年間最優秀アルバム賞を受賞した。

## 音楽性の発展

### ビートルズ時代
1960年代、ビートルズはポップ・カルチャー、ロック・ミュージック、ロックを目指す若者たちに大きな影響をもたらし、音楽と若者文化の発展に大きく貢献した。レノンが単独あるいは中心となって書いた曲は、内省的であり、一人称で書かれた個人的な内容であることも多い。レノンのこうした作風と、マッカートニーの明るい作風は、ビートルズの楽曲に多様性をもたらしていた。
ビートルズ初期におけるレノン＝マッカートニーの共作においては「シー・ラヴズ・ユー」「抱きしめたい」「エイト・デイズ・ア・ウィーク」などにおける開放感のあるメロディーを生み出した。
ビートルズ初の大ヒット曲「プリーズ・プリーズ・ミー」のほか、「涙の乗車券」「アイ・フィール・ファイン」「ア・ハード・デイズ・ナイト」「ヘルプ！」は実質的にはレノンが書いた曲である。マッカートニー作の「ミッシェル」などで聴かれる感傷的で哀愁漂うメロディーは、彼の楽天的なメロディーに、レノンの性格や音楽性が陰影をつけ、曲に哀愁感をもたらした。
ビートルズ中期には、薬物とインド音楽の影響を受け、幻想的でサイケデリック色の強い作品を制作した。「アイ・アム・ザ・ウォルラス」「ストロベリー・フィールズ・フォーエバー」「トゥモロー・ネバー・ノウズ」「ア・デイ・イン・ザ・ライフ」「ルーシー・イン・ザ・スカイ・ウィズ・ダイアモンズ」などは多くのアーティストに影響を与えた当時の傑作群と言える。
1967年6月、ビートルズは世界初の衛星中継テレビ番組に出演した。全世界で4億人が見たとも言われるこの番組で「愛こそはすべて」を披露。原題の“All You Need Is Love”はビートルズやレノンを語るときの代名詞ともなった。
後期は単独作が増やし、「グッド・ナイト」「アクロス・ザ・ユニヴァース」「ビコーズ」のような美しいメロディーを持つ曲や、「ヤー・ブルース」「カム・トゥゲザー」「ドント・レット・ミー・ダウン」のようなブルース・ロックの曲を発表した。

### ソロ時代

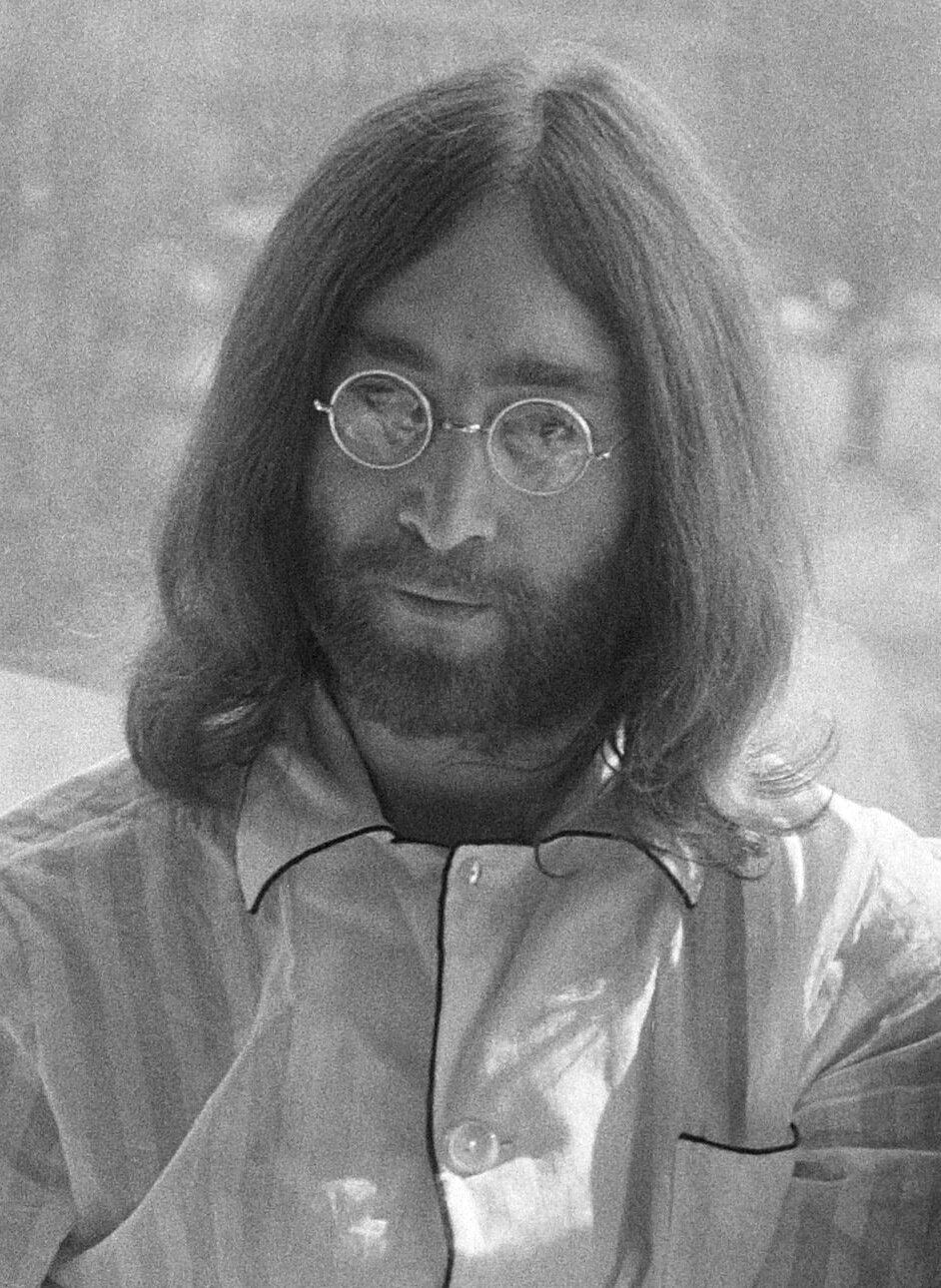
1969年

こうしたビートルズ時代に比べ、ソロではより簡潔な和声の進行と、個性的な歌詞に特徴づけられる曲調へと変化し、「マザー」「コールド・ターキー」「真実が欲しい」のような曲を発表している。そして、「インスタント・カーマ」のようなロカビリー・ヴォイスが特徴のロックも制作した。
また「ラヴ」のような美しいメロディーの曲や、ビートルズ時代の「ストロベリー・フィールズ・フォーエバー」「ジュリア」のように繊細なメロディーで、かつ個性的な和声進行を示す独特の曲調は、同時期（1967 - 1968年） に原曲が書かれたとされる「ジェラス・ガイ」へと発展した。
さらにエルトン・ジョンとの「ルーシー・イン・ザ・スカイ～」の間奏部分や、「インテューイション」（1973）における本格的なレゲエの導入へと至った。1980年のインタビューではレゲエのリズムを共演ミュージシャンに説明することを要したとの発言がある。「心の壁、愛の橋」の「愛を生き抜こう」ではビートルズの「ハッピネス・イズ・ア・ウォーム・ガン」の通作形式を踏襲した楽曲構成を行った。
わずか15分で書かれたといわれる「ウーマン」は、単純ながら、最終部で半音階上昇などカデンツ（終止形、コード・パターン）にテクニックが使用された楽曲となった。曲の着想はビートルズ時代の「ガール」を発展させたとレノンが1980年のインタビューで述べている。

### 編曲・プロデュース
「レット・イット・ビー」をプロデュースしたフィル・スペクターを高く評価したレノンは、ビートルズ末期のシングル「インスタント・カーマ」とソロ前期の「ジョンの魂」「イマジン」でスペクターを起用した。スペクターは、ストリングスや多数の楽器を何層にも重ねた「ウォール・オブ・サウンド」（Wall of Sound: 音の壁）とも形容される厚い音による編曲で知られている。しかし、両作品ともアレンジはそれとは異なり、レノンの目指す簡潔な音作りがなされた。
ソロ後期の「マインド・ゲームス」「心の壁、愛の橋」「ロックンロール」、復帰後の「ダブル・ファンタジー」では、セルフ・プロデュース（「ロックンロール」では一部をフィル・スペクターが担当、「ダブル・ファンタジー」はジャック・ダグラス、ヨーコが共同プロデュース）により共演者に敬意を払いながらセッションの中でアレンジを組み立てていった。これが、共演者の敬意を得ていたという多くの発言（デヴィッド・スピノザ、トニー・レヴィンなど）がある。「マインド・ゲームス」に参加したスピノザによれば、レノンはスタジオミュージシャンを使って基本ラインを録音したあと、レノン自身のギター、スライドギターなどによる音を緻密に重ねてオーケストレーションを造り出し、大人向けのロックを創造した。ビートルズ以来の作曲語法となったベースのクリシェ、分散和音的なアプローチも取り入れている。「心の壁、愛の橋」ではストリングス、ホーンも多用した編曲を行った。
また、エコーを効かせた「インスタント・カーマ」「マザー」「愛の不毛」「スターティング・オーヴァー」などの作品は、レノン自身が中音域における豊かな声質の再現、倍音の効果を意識していたことがうかがえる。

## ポール・マッカートニーとの関係

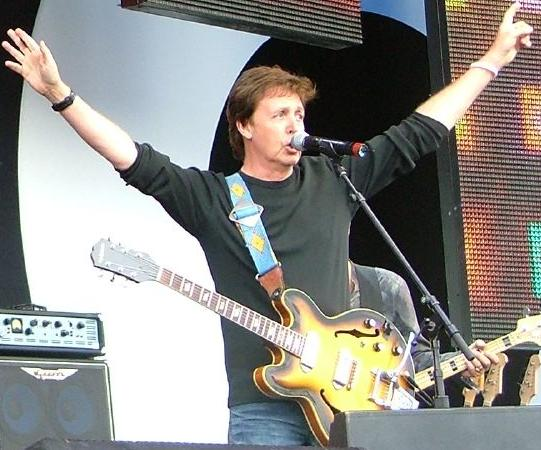
ポール・マッカートニー（2005年）

音楽史上最も有名で最も成功した作曲パートナーシップと評されている「レノン＝マッカートニー」を共に構成していたマッカートニーに、レノンは音楽以外でもその後の人生に大きく関わるきっかけや影響を受けていた。
オノとの出会いの場となった「インディカ・ギャラリー」を最初にレノンに紹介したのはマッカートニーだった。当時の恋人だったジェーン・アッシャーとの関係でギャラリーの支援者となっていたマッカートニーは、『リボルバー』のレコーディングが始まっていた1966年4月、当時書店兼ギャラリーだったインディカにレノンを連れて行った。レノンはここでダンバーやバリー・マイルズを紹介された。また「トゥモロー・ネバー・ノウズ」を作曲するきっかけとなった『チベットの死者の書‐サイケデリック・バージョン』をこの書店で見つけ、その場で一気に読破した後、購入した。
レノンが積極的に平和活動に関わる最初のきっかけを作ったのもマッカートニーだった。ビートルズ日本公演直前の1966年6月、マッカートニーは哲学者で当時ベトナム戦争反対を唱えていた平和運動家バートランド・ラッセルと2回にわたり面会した。マッカートニーから報告を受けたレノンは非常に関心を持ち、リチャード・レスターから誘いを受けていた映画『僕の戦争』への出演を決めた。また「愛こそはすべて」「レボリューション」など平和への想いを込めた曲を作るようになった。1969年にはオノと共にラッセルと面会し、その後の大英帝国勲章の返還や「平和のためのベッド・イン」などの活動につながっていった。
しかし、アップル・コアの経営を巡って二人の間の溝は深まり、結果的にビートルズは解散してしまうことになった。マッカートニーの脱退を新聞報道で知ったレノンは、先にグループを脱退していながら秘密にすることを求められていたこともあり、マッカートニーが自らのソロアルバムの宣伝のために脱退を公にしたと考えた。さらに『ラム』の「トゥ・メニー・ピープル」でオノとの活動を揶揄されたと感じたレノンは激怒し、『イマジン』の「ハウ・ドゥ・ユー・スリープ?」でマッカートニーの作風をこき下ろし、『ラム』のジャケットのパロディ写真を付録にした。
この対立は1974年3月、アカデミー賞授賞式に出席するため久しぶりにロサンゼルスを訪れていたマッカートニーがレノンに会いに行き、その場でスティーヴィー・ワンダーらを交えてジャム・セッションを行ったことで解消された。また同年12月には、ハリスンの全米ツアーの打ち上げパーティーにレノンとマッカートニーが揃って出席した。
1976年4月、マッカートニーがレノンの自宅を訪れたある日、二人だけで『NBCサタデーナイト)』を観ていると、番組プロデューサーのローン・マイケルズが登場し、小切手を見せながら「ビートルズが再結成して番組に出演するなら、3000ドルを支払う」と語りかけた。二人は喜び「今から押しかけてやろうか」といったんは意気投合したが、結局実行しなかった。後日、マッカートニーは「昔に戻れたみたいでとても嬉しかった」と語った。
レノンは「ポールの悪口を言っていいのは俺だけだ。他の奴が言うのは許さない」と公言し、ニルソンやパンにでさえ、マッカートニーの悪口を言うことは許さなかったと言われている。殺害当日に受けた最期のインタビューでは、「人生のうちで2回、すばらしい選択をした。ポールとヨーコだ。それはとてもよい選択だった」と語っている。

## 他のミュージシャンへの影響
ロック界でもっとも影響力のあったミュージシャンの一人として知られる。レノンが影響を与えたミュージシャンとして、ビートルズの同僚マッカートニーとハリスン、ニール・ヤング、70年代に共演したエルトン・ジョン、デヴィッド・ボウイ、ハリー・ニルソン、クイーンらが挙げられる。ほかにもラズベリーズ、ELO、10cc、デヴィッド・ピールら、影響を受けたミュージシャンは数知れない。
反ビートルズだったパンクスたちもレノンから刺激を受けている。ジョン・ライドンは「労働者階級の英雄」を聴いて「この怒りと悔しさは本物だと生まれて初めて感じた。ピストルズの方向性が決まった」と語っている。同曲をカバーしたグリーンデイのビリー・ジョー・アームストロングはジョンから「真実とは何かを学んだ」と述べている。クラッシュのジョー・ストラマーは「彼が遺したものの一つは、夢見ることを許されなかった人々に扉を開いたことだ。僕らは永遠に新たな天才が登場するたびにあの天才と比較し続けるだろう」と評している。
ジャクソン・ブラウンはローリングストーン誌によると「彼はつねに真実を語った」と賛辞を送っている。U2の代表作の一つ「Sunday Bloody Sunday」はレノンの同名曲に因んだものである。Nowhere誌の中で、元ポリスのスティングは「我々のようなロックミュージシャンが何ごとかを言えるのはジョンのおかげである」と語ったと報じている。リアム・ギャラガーは「もしもジョン・レノンに会えたら舐め回してやる」と述べている。
1995年のレノンのトリビュート・アルバム『Working Class Hero』のライナーノーツはTimes誌の記事を紹介し、「聞き手と非常に親密で個人的な関係を築く希有なミュージシャン」「複雑なリズム、コード進行によってロックの限界を拡張し、その発展に貢献した」と評した。また、ヴォーカルの二重録音にヒントを得たエフェクターの一種のフランジャー開発への貢献、ボーカルの電気処理を導入したことでも知られる。

## 日本との関わり

### 来日・滞在
レノンはビートルズ脱退後４度、プライベートで妻のオノと日本を訪れていた。
最初は、アルバム『ジョンの魂』発表直後の1971年1月13日から21日の9日間。ロサンゼルスから客船で横浜港に到着すると、東京、京都、鎌倉などを訪れた。当初は1か月ほど滞在する予定だったが、マッカートニーが起こした裁判が始まり、弁護士にすぐに帰国するように催促されたため、予定を切り上げてイギリスへ戻らざる得なくなった。帰国直前には当時の東芝音楽工業洋楽ディレクター水原健二によるインタビューが宿泊していた帝国ホテルで行われた。その際『ジョンの魂』を日本語で「しぶいアルバム」と表現し、俳句の影響を示唆した。
2度目は音楽活動休止中の1977年は5月11日から10月7日までの5か月という長い期間、息子ショーンを連れて小野家の別荘があった長野県軽井沢を中心に過ごし、東京・北海道・京都にも足を運んだ。
古くから数多くの外国人や著名人を滞在客として迎え入れてきた軽井沢では、町でレノン一家を見かけるのもごく日常的な光景として受け入れられ、干渉されることもなかったため、その心地よい空間は彼らに安息を与えた。レノンはその気候風土から軽井沢を故郷の英国リヴァプール郊外と重ね合わせていたようで、滞在中「この辺りに土地を買って軽井沢で暮らしたい」とも口にしていたという。軽井沢の町を自転車で走行したり、行きつけのパン屋や喫茶店、付近の景勝地に立ち寄った時の様子などは、写真に多く残されている。なかには森の中でギターの弾き語りをする様子まで収められている。これらの写真の多くは、当時レノン一家のパーソナル・アシスタントであった写真家の西丸文也によるものであった。
軽井沢における定宿は万平ホテル旧館2階であった。ホテル併設のカフェにはレノン直伝のロイヤルミルクティーがあり、ホテル内の記念館にはレノンのサインを始め、欲しがったといわれるピアノなどが収められている。またレノンは、1979年に訪れた喫茶店に眼鏡とたばこ、ライターを置き忘れていったが、店はそれらを保管していた。
レノンがエルヴィス・プレスリーの訃報を知ったのも、軽井沢に滞在中のことであった。そのとき各国メディアの特派員が軽井沢に飛び、レノン夫妻を訪ねたが、2人は「コメントが流れることで日本での楽しい生活が壊される恐れがある」として言及を避けたと、当時のサンケイスポーツは紙面で報じている。
3度目は、1978年6月5日から9月16日まで、東京のホテル・オークラを中心に３ヵ月滞在。最後となった4度目は、1979年7月28日から8月28日まで、軽井沢の別荘で休暇を過ごした。

### 交友関係
日本人の知己としては、ビートルズとして訪日時にともに取材を受けた加山雄三、ニューヨークのレノン夫妻のもとで過ごした時期のある横尾忠則、訪日時に食事をともにした内田裕也・樹木希林夫妻、シンコーミュージック（当時）の星加ルミ子らが挙げられる。また、音楽評論家の湯川れい子とレノン夫妻の交流は広く知られ、1980年12月5日にも、FM東京で取材を受けている。写真家の篠山紀信は、アルバム『ダブル・ファンタジー』『ミルク・アンド・ハニー』のカバー写真を撮影している。
また、古美術商・木村東介の誘いで夫妻で歌舞伎「隅田川」を観劇し、終幕でレノンが感涙したという逸話もある。その際に歌舞伎役者中村歌右衛門の楽屋を訪れたことが縁となり、レノンは1975年に行われた歌右衛門の英国公演を支援している。

### 売り上げ
日本での売り上げで、シングルでは「マザー」「イマジン」「スターティング・オーヴァー」「ラヴ」が上位を占める。アルバムは「イマジン」のほかもオリコン総合チャートで「ジョンの魂」が5位、「マインド・ゲームズ」が6位、「ダブル・ファンタジー」が2位（単日では1位）、「ミルク・アンド・ハニー」が3位と洋楽アーティストの中でも有数の人気を誇っている。シングルとアルバムの合計で、オリコン誌では210万枚以上に達している。

## 殺害事件

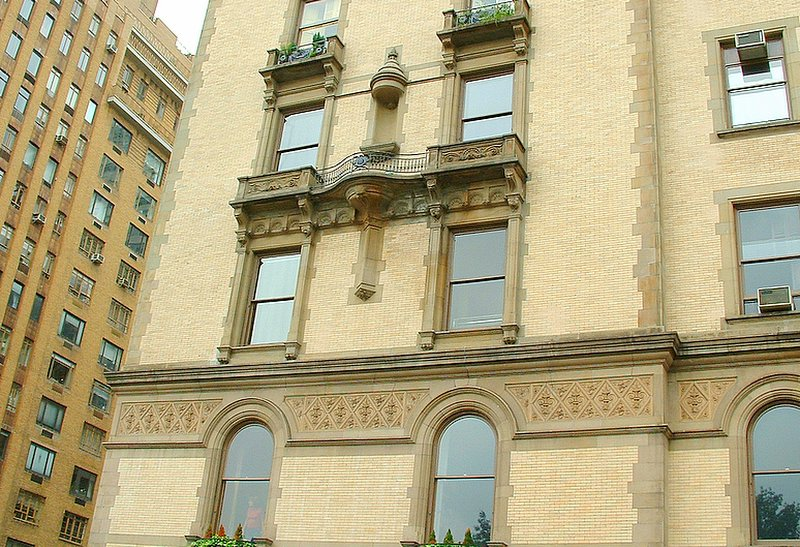
レノンの自宅のあったダコタ・ハウス

1980年12月8日、レノンは自宅であったダコタ・ハウスで、午前中から音楽誌「ローリング・ストーン」掲載用写真のフォト・セッション、その後 RKOラジオ・ネットワークによるインタビューに応じた。
夕方、レノン夫妻はオノの新曲「ウォーキング・オン・シン・アイス」のミックスダウン作業のため、ニューヨーク市内にあるレコーディング・スタジオに向かうため自宅を出た。車に向かう途中、レノンにサインを求める人が数名近づいてきたが、その中に犯人のマーク・チャップマンがいた。チャップマンはレノンにアルバム『ダブル・ファンタジー』を無言で手渡した。それにサインし終えたレノンは「君がほしいのはこれだけかい？」と尋ねると、チャップマンは笑顔で頷いた。

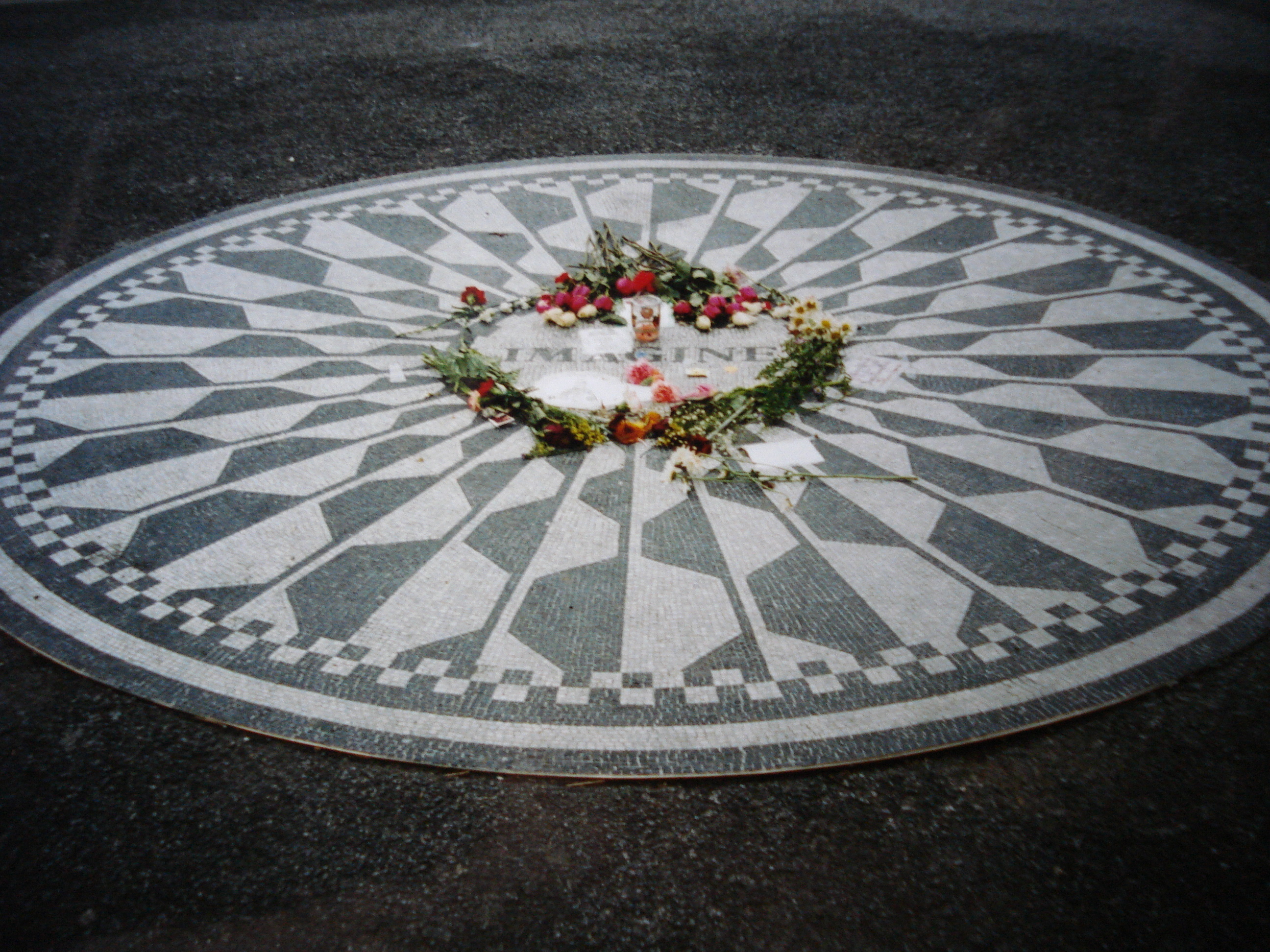
ダコタ・ハウスからすぐのセントラルパークにあるジョンを偲ぶ「イマジンの碑」

ミキシング作業を終え、スタジオを出たレノン夫妻は、22時50分ごろ自宅の前に到着した。2人が車から降りたとき、暗闇で待ち構えていたチャップマンが「レノンさんですか？(Mr.Lennon? )」と呼びかけると同時に銃撃した 。事件後、チャップマンは現場から逃走せず、逮捕時にも抵抗せず、自分の単独犯行であることを警官に伝えた。
レノンは駆け付けた警官によりパトカーでルーズヴェルト病院に搬送された。懸命な救命措置が行われたが、既に全身の8割の血液を失っていたレノンは失血性ショックにより23時過ぎに死亡した。レノンの遺体は死から2日後の12月10日、ニューヨーク州ウエストチェスター郡ハーツデールにあるファーンクリフ墓地で火葬され、遺灰はオノに渡されたが、葬儀は行われなかった。
チャップマンにはニューヨーク州法に基づいて仮釈放があり得る無期刑が下った。服役開始から20年経過した2000年から2024年に至るまで2年ごとに仮釈放審査を受けたが、本人の精神に更生や反省が見られないこと、妻子への再犯の確率が高いこと、レノンの遺族が釈放に強く反対していること、釈放されてもレノンのファンに報復で殺害される危険性があるとして仮釈放申請を却下され、2025年現在も服役中である。

## ディスコグラフィ
オリジナル・アルバム
- 『「未完成」作品第1番 トゥー・ヴァージンズ』 - Unfinished Music No. 1: Two Virgins（1968）
- 『「未完成」作品第2番 ライフ・ウィズ・ザ・ライオンズ』 - Unfinished Music No. 2: Life with the Lions（1969）
- 『ウェディング・アルバム』 - Wedding Album（1969）
- 『ジョンの魂』 - John Lennon/Plastic Ono Band（1970）
- 『イマジン』 - Imagine（1971）
- 『サムタイム・イン・ニューヨーク・シティ』 - Sometime In New York City (with Yoko Ono)（1972）
- 『マインド・ゲームス』 - Mind Games（1973）「邦題：ヌートピア宣言」
- 『心の壁、愛の橋』 - Walls And Bridges（1974）
- 『ロックン・ロール』 - Rock 'n' Roll（1975）
- 『ダブル・ファンタジー』 - Double Fantasy (with Yoko Ono)（1980）

## 映像作品

### 劇場用映画
- 『ジョン・レノンの 僕の戦争』- How I Won The War（1967年）

### 音楽ビデオ・クリップ集
- 『ジョン・レノン・ビデオ・コレクション』 - The John Lennon Video Collection（1992年）
- 『レノン・レジェンド』 - Lennon Legend:The Very Best of John Lennon（2003年）

### ライヴ演奏
- 『スウィート・トロント』 - SWEET TORONTO（1971年）
- 『ジョン・レノン・ライヴ』 - LIVE IN NEW YORK CITY（1985年）
- 『ワン・トゥ・ワン』 - ONE TO ONE（1992年）

### ドキュメンタリー・記録
- 『イマジンージョン・レノンー』 - IMAGINE: JOHN LENNON（1988年）
- 『ザ・ビートルズ・アンド・ビヨンド』 - THE BEATLES AND BEYOND（1991年）
- 『ジョン&ヨーコ イン マイク・ダグラス ショー』 - The Mike Douglas Show with John Lennon & Yoko Ono（2001年）
- 『ジョン・レノン&オノ・ヨーコ イヤー・オブ・ピース』 - Year Of Peace : John Lennon & Yoko Ono（2002年）
- 『JOHN&YOKO ザ・ディック・キャベット・ショー』 - JOHN&YOKO THE DICK CAVETT SHOW（2006年）
- 『PEACE BED アメリカVSジョン・レノン』 - THE U.S. VS JOHN LENNON（2006年）
- 『クラシック・アルバムズ メイキング・オブ・ジョンの魂』 - Classic Albums: John Lennon/The Plastic Ono Band – John Lennon/Plastic Ono Band （2008年）
- 『ジョン・レノン，ニューヨーク』 - LennoNYC（2010年）
- 『ジョン・レノン～音楽で世界を変えた男の真実～』 - Looking for Lennon（2018年）[86]
- 『ジョン・レノン　失われた週末』 - THE LOST WEEKEND（2024年）
- 『ワン・トゥ・ワン ジョン&ヨーコ』 - One to One: John & Yoko（2024年）

### ジョン・レノンを題材とした作品
映画
- 『僕たちの時間』 - The Hours and Times（1991年）
- 『バック・ビート』 - Backbeat（1994年）
- 『ジョン・レノン/青春のビートルズ』 - In His Life: The John Lennon Story（2000年）
- 『ジョン・レノンを撃った男』 - The Killing of John Lennon（2007年）
- 『チャプター27』 - Chapter 27（2007年）
- 『ノーウェアボーイ ひとりぼっちのあいつ』 - Nowhere Boy（2009年）

テレビドラマ
- 『ジョン・レノンの魂〜アーティストへの脱皮 苦悩の時代〜』 - Lennon Naked（2010年）

## 書籍

### 自著
- 『絵本ジョン・レノンセンス』 片岡義男、加藤直訳 晶文社 1975年12月 のち筑摩書房（ちくま文庫）2011年 のち晶文社 新版 2013年11月 - In His Own Write（1964年）
- 『らりるれレノン ジョン・レノン・ナンセンス作品集』 佐藤良明訳 筑摩書房 2002年12月 - A Spaniard in the Works（1965年）
- 『空に書く ジョン・レノン自伝&作品集』森田義信訳 筑摩書房 2002年12月 - Skywriting by Word of Mouth（1986年）
- 『Ai ジョン・レノンが見た日本』（序：オノ・ヨーコ）筑摩書房（ちくま文庫）2001年12月 - Ai: Japan Through John Lennon's Eyes: A Personal Sketchbook（1992年）
- 『リアル・ラヴ ショーンのために描いた絵』（序：オノ・ヨーコ）徳間書店 2000年5月 - Real Love: The Drawings for Sean（1999年）
- 『ザ・ビートルズ・アンソロジー』ザ・ビートルズ・クラブ、島田陽子訳 リットーミュージック 2000年9月 - The Beatles Anthology（2000年）

### インタビュー
- ヤーン・ウェナー著 片岡義男訳『ビートルズ革命』 草思社 1972年4月
 のち改題『回想するジョン・レノン : ジョン・レノンの告白』新版 1974年6月
 のち改題『レノン・リメンバーズ』（序：オノ・ヨーコ）同社 2001年7月
 - Lennon Remembers: The Full Rolling Stone Interviews from 1970（2000年）
- アンディ・ピーブルズ著 北山修訳『All that John Lennon』中央公論新社 1981年2月
 のち改題文庫版『ジョン・レノン ラスト・インタビュー』同社（中公文庫）2001年11月
 - Lennon Tapes Paperback（1981年）
- 『ジョン・レノン PLAYBOYインタビュー』PLAYBOY編集部編 集英社 1981年3月
 のち全貌版 デービッド・シェフ著 石田泰子訳『ジョンとヨーコ ラストインタビュー : Love & peace』同社 1990年11月
 - The Playboy Interviews With John Lennon and Yoko Ono（1981年）
- 『ジョン・レノン 音楽と思想を語る 精選インタビュー1964-1980』 ジェフ・バーガー編 DU BOOKS 2018年3月
 Lennon on Lennon: Conversations with John Lennon（2016年）

### 第三者による伝記
- シンシア・レノン著 江口大行、シャーロット・デューク共訳『素顔のジョン・レノン : 瓦解へのプレリュード』 シンコーミュージック・エンタテイメント 1981年4月
 - A Twist of Lennon（1980年）
- レイ・コールマン著 岡山徹訳『ジョン・レノン』 音楽之友社 1986年8月
 - John Winston Lennon Volume 1 1940-66（1984年）
- トニー・ブラッドマン著 坂本真理訳『ジョン・レノン : 愛こそはすべて』（解説：片岡義男）佑学社 1987年11月
- ケヴィン・ホウレット、マーク・ルイソン著 中江昌彦訳 『ジョン・レノン IN MY LIFE』 日本放送出版協会 1991年11月
- マイケル・ホワイト著 乾侑美子訳『ジョン・レノン 』 偕成社（伝記 世界の作曲家12）1999年4月
- レイ・コールマン著 岡山徹訳『ジョン・レノン』 音楽之友社 2002年5月
- Lennon: The Definitive Biography : Anniversary Edition（2000年）
- ジェフリー・ジュリアーノ著 遠藤梓訳『ジョン・レノン : アメリカでの日々』 WAVE出版 2003年11月
- Lennon in America: 1971-1980, Based in Part on the Lost Lennon Diaries（2001年）
- シンシア・レノン著 吉野由樹訳『ジョン・レノンに恋して』 河出書房新社 2007年3月
 - JOHN（2005年）
- メイ・パン著 山川真理訳『ジョン・レノン ロスト・ウィークエンド *: 『Instamatic Karma』 河出書房新社 2008年11月
- ジョナサン・コット著 栩木玲子訳『忘れがたき日々 : ジョン・レノン、オノ・ヨーコと過ごして』 岩波書店 2015年12月

## 主な使用楽器

### アコースティック・ギター
ギブソン・J-200
アルバム『ザ・ビートルズ』のレコーディング・セッションからメインに使われた。ジョージも使用しており、ジョージが所有していたものを借りたという説があるが、ジョンとジョージがこのギターを同時に持っている写真が確認されている。
フラマス・12弦ギター
映画『ヘルプ!4人はアイドル』の「悲しみはぶっとばせ」演奏シーンにも登場したギター。
マーティン・D-28
2台の所有が写真で確認され、1台目はポールと同時期のもので67年製、もう1台は解散後に入手したものであろう1950年代中期から後期のものである。

### エレクトリック・ギター
ヘフナー・クラブ40（Hofner Club40）
レノンが初めて入手したエレキギター。1959年製。ショートスケール。1959年にレノンが伯母のミミと一緒にリバプールのフランク・ヘッシー楽器店に行き、分割払いで購入した。その後リッケンバッカー・325を手に入れると、レノンはクラブ40をしばらくマッカートニーに貸したあとに売却した。
リッケンバッカー・325（Rickenbacker 325）（1本目）
レノンが初めて入手したリッケンバッカーのギター。1958年製。シリアルナンバーは「V81」。シリアルナンバーや、外側2つのコントロールノブの並びの間隔がのちの量産品より狭い特徴から、325の本格的な生産開始に先立って試験的に少数制作された初期ロット製品のうちの1本であることが判明している。1958年、アメリカ・シカゴで行われた楽器トレード・ショー「NAMM SHOW」で他のリッケンバッカー製品と共に展示された。この時に撮影されたカラー写真の、主にヘッド先端部の特徴的な木目からものちにレノンが購入した個体である事が判別できる。しかしこの時点での本機のコントロールノブは、1ボリューム1トーンの2つのみが装着されていた。ショー閉幕後、本機を含めた数本にはさらに追加のボリューム/トーンポットが装着され、翌1959年の「NAMM SHOW」へ再出展される。そこでの商談成立に伴って本機は商品として西ドイツのカール・ヘフナー社へ卸されたことがリッケンバッカー社の公式記録に残されており、ヘフナー社からハンブルグの楽器店「スタンウェイ・ミュージック」に納入され店頭に並んだ本機を、1960年にレノンが購入した。当時のレノンはハンブルグで観たギタリストのトゥーツ・シールマンスに心酔しており、シールマンスが「リッケンバッカー・コンボ400」を愛用していたことからレノンもリッケンバッカー社製のギターに憧れを持っていた。
ショートスケールで、ボディーカラーはナチュラル・フィニッシュ(リッケンバッカー社でのコードネームは「メイプル・グロー」)。ピックガードおよびヘッドのトラスロッド・カバーはゴールドのアクリル製。購入当初はコフマン・ヴァイブローラーのトレモロユニットが装着されていたが、直後にビグズビー社の「B5」に交換する。1962年9月頃には知人に依頼し、指板を除くボディーからヘッドまでの木材全体を黒くスプレー塗装してもらう。自動車用塗料によるDIYで黒く塗り替えられた本機が、デビュー後初期のレノンのトレードマークとして広く認知されるに至った。
1964年2月ビートルズ初のアメリカ遠征の際に、宿泊先ホテルを訪問したリッケンバッカー社社長のF・C・ホールによって2本目のリッケンバッカー325が贈呈されるまで、メインギターとして使用された。2月14日に公開収録されたマイアミでの「エド・サリバン・ショー」出演時から2本目を使用し、以降、本機の実物はおろか写真や映像に映る姿も含め表舞台に出ることが一度もなかったため、マイアミの現場で盗難に遭ったのではとの憶測が長らく語られてきた。しかし1990年代になって、現在に至るまでオノ・ヨーコが保管管理していることが判明した。1972年頃にニューヨークのリペアショップによってブラック塗装が剥がされて当初のナチュラル・フィニッシュに戻され、また現役使用時から損傷していたピックガードが白いアクリル製のものに交換された。この状態で、2000年10月9日から2010年9月30日まで、さいたまスーパーアリーナ内に存在したジョン・レノン・ミュージアムにて展示されていた。
2002年にはリッケンバッカー社から本機の仕様を再現した「リッケンバッカー325C58」（Cシリーズ）が発売された。当時の仕様を再現するため、日本でビートルズ使用楽器を主に扱っているギター・ショップ「with」で修復を担当する大金直樹に依頼。大金がジョン・レノン・ミュージアムに何度か通い、その調査のメモを参考に再現された。2011年に生産を終了している。
また、1980年12月8日にレノンが最期の仕事となるミキシング作業を行い、銃撃された時にそのデモテープを手に持っていたといわれるオノの楽曲『ウォーキング・オン・シン・アイス』(1981年リリース)のレコーディングにおいて、同曲のプロデューサーを務めたジャック・ダグラスは、レノンが本機を用いてギターパートを録音したと証言している。
リッケンバッカー・325（Rickenbacker 325）（2本目）
2本目のリッケンバッカーのギター。シリアルナンバーは「DB122」。1964年2月のアメリカ遠征中、リッケンバッカー社社長のF・C・ホールにより贈呈された。当初はハリスンの360/12と同様、赤色系のぼかし(リッケンバッカー社でのカラー・ネームは「ファイア・グロー」)だったが、レノンが黒色(ジェット・グロー)を希望したため、急いでリフィニッシュされた後、マイアミでの『エド・サリヴァン・ショー』出演時より使用した。1本目の325よりもボディは薄くなっており、台形のブリッジにビブラートアームがついているなど、細かい点で仕様が異なる。ネックは、3ピース・メープル・ネック。1964年にリッケンバッカー社は全機種のマイナーチェンジを行っているが、その最中に制作されたため、ピックアップやペグなど、1964年以前のパーツが混在している。特にヘッドは64年以降のモデル同様に幅がスリム化されているが、ボリュートが設けられておらず、ネックとボディの接合部分のヒールが角型である点は1964年以前のモデルと同様であり、珍しい仕様になっている。ビブラートアームがピッキングの邪魔になると感じたのか、64年夏ごろには力任せに折り曲げてしまった。
1964年12月21日～1965年1月16日にかけてロンドン・ハマースミスオデオンで開催されたクリスマス・ショウのステージ上でストラップが切れて落下し、ヘッド部分を損傷する。修理後は再びメインギターとして使用したが、1965年12月のイギリスツアーの最中に再度本機を落下させ今度はネック部分を折損した。65年いっぱいでリッケンバッカー社とのエンドースメント契約が終了する事もあり、そのままの状態でツアー終了まで使用し、1966年からはエピフォン・カジノをメインギターとする。
本機はその後レノンの元で大切に保管された。1971年、レノン夫妻のニューヨーク移住の準備を手伝うためにイギリスを訪れていたメイ・パンに、本機をニューヨークまで運んでいくよう託したエピソードが近年、メイ・パン自身のYouTubeチャンネルにて紹介された。
1本目のリッケンバッカー・325とともに、ジョン・レノン・ミュージアムに展示されていた。裏から見ると、ネックの折損部分が修理されずそのままの状態である事がはっきり見て取れる。また、本機最後の使用となったビートルズの1965年12月のイギリスツアーのセットリストが書かれた小さな紙が、向かって左のカッタウェイ側面にセロファンテープで貼られたままになっている。同ツアーは公演数が少ないうえ、画像や音源も含め残されている資料が非常に少ない事で知られており、そのセットリストを知る貴重な資料ともなった。
リッケンバッカー・325（Rickenbacker 325）（3本目）
1964年12月、リッケンバッカー社の英国代理店であるローズ・モーリス社より提供されたもの。当時のヨーロッパ市場での市販品で、欧州でのモデル名は1996となっている。仕様は基本的に2本目に準じるが、カラーがマッカートニーの4001ベースやハリスンの360/12と同じファイア・グロー（チェリー・サンバースト）で、ボディの左側にfホールが開けられている。1964年12月～1965年1月のクリスマス・ショウでメインギターの2本目を落下させヘッドを損傷した際に、ローズ・モーリス社より修理中の代用品として提供された。リッケンバッカー社とのエンドースメント契約を結んでいたため、2本目の修理後もそのまま本機はレノンに贈呈された。その後ステージで使用される事は無かったがレノンのコレクションとなり、1967年の自宅スタジオでの写真でレノンの足元に置かれているのが映り込んでいるものが存在する。その後、リンゴ・スターに譲渡された。スターは2015年に自身のラディック・ドラムセットと共に本機を「ジュリアンズ・オークション」に出品し、91万ドルで落札された。
リッケンバッカー・325/12（Rickenbacker 325/12）
1964年2月、リッケンバッカー社社長のF・C・ホールにより2本目が贈呈された際、同時にジョージ・ハリスンに贈呈された360/12を見たレノンから「325のボディーで12弦ギターが作れないか」とのリクエストを受け、制作された。F・C・ホールはすぐに開発に着手し、360/12の仕様を参考に1ヶ月で本機を完成させ、1964年3月には、ジェリー&ザ・ペースメイカーズのジェリー・マースデンへ贈られる360/12と一緒にブライアン・エプスタインの元へ届けられた。カラーは2本目と同じジェット・グロー。1964年6月からのワールドツアーにスペアとして帯同され、6月5日収録のオランダ・VARA-TVでのTV出演で本機を演奏している(ただし音源はアテレコ)。また1964年9月に行われた「エヴリー・リトル・シング」(アルバム「ビートルズ・フォー・セール」収録)のレコーディングで、セッションに遅刻してきたハリスンの代わりにレノンが本機を用いてイントロと間奏を演奏したとのマッカートニーの証言がある。
本来、325など末尾に5がつくモデルはトレモロ・アームつきだが、このギターが製作された時期はまだそれが徹底されておらず、当初はレノンの特注品として制作されたこのギターはアームがついていないにもかかわらず325/12に分類されている。その後、末尾に5がつくモデルはアームつきであることが徹底され、量産されることになった本機種は320/12と改番された。
現在もオノ・ヨーコの元で保管管理されている。
ギブソン・J-160E（1本目）
1962年9月にジョージ・ハリスンと一緒に購入したエレクトリック・ギター。ボディ・カラーはサンバースト。ボディ・シェイプはJ-45と同じだが、ネックのジョイント位置が異なり、ボディ内部の構造も異なる。J-45がXブレイシングに対してJ-160Eがラダーブレイシングとなる。ヘッドシェイブは大型でインレイも入りJ-45とはまったく違う、糸巻きもJ-45が三連に対し独立型になる、糸巻のツマミ部分もコブが2つあるタイプ。
ボディ・トップはハウリング防止のため、合板を使用している。そのため生音で鳴らした場合、通常のアコースティック・ギターより鳴りが抑えられ音量も小さいが、J-160Eでしか出せない独特の生音であり、ビートルズ・サウンドの大きな構成要素となっている。

カヴァーのないP-90ピックアップがフィンガーボードの付け根の所に付けられており、そこから音を拾ってアンプなどへ出力する。この音もまた初期ビートルズ・サウンドを生み出している要素である。P-90はエレキギター用のピックアップであるため、通常アコースティックギターに使用するブロンズ弦を張ると音をうまく拾えなくなってしまう。しかしブリッジサドルは通常のアコースティックギターと同様であるため、3弦が巻き弦でないとオクターブチューニングに支障が生じるという問題が有り、エレキ/アコースティック両方の用途で使用したい場合はギブソン社の「SEG-900ML」(通称：L-5)という専用弦セットを張る必要があった。
1963年末に紛失。当時は盗難説と破損説があり、レノンはこれが盗まれたと発言していたが、ハリスンは「運搬中のトラックの荷台からケースごと落下しバラバラになった」と発言していた。実際には盗難されており、アメリカ合衆国カリフォルニア州在住の男性が中古店に転売されていたこのギターを購入していた。2015年にこのギターは発見され、ビートルズ専門家の鑑定の結果、レノンが使用していた現物であると正式に認定された。その後オークションにかけられ、約3億円で落札された。最近の調査で、現在ハリスンの遺族が保管するハリスンのJ-160Eは、元々購入時にはレノンのものであったことがシリアル・ナンバーから判明した。この2本はまったく同じ仕様であったため、いつの間にか互いのギターを取り違えて使っていたようである。
ギブソン・J-160E（2本目）
2本目のJ-160Eは1本目とは若干仕様が異なる。大きな違いはサウンドホール周りのリング、1台目がワンリングに対して2台目はツーリング、ブリッジも1台目が木製に対して2台目が黒いプラスチック製になる。
レノンが生涯愛したギターである。1966年にはピック・アップがサウンド・ホール後方に移設される。1967年には波形のサイケデリック・ペイントが施されるが、1968年にはエピフォン・カジノらとともに塗装を剥がされ、ピック・アップの位置も復元される。ピック・ガードも形状の異なる新たなものが取りつけられた。1969年のベッド・インのときには、ボディにレノンとオノの似顔絵イラストが描かれていた。「ジョン・レノン・ミュージアム」にそのときの状態のレプリカが展示されていた。実物はアメリカ合衆国オハイオ州クリーヴランドにあるロックの殿堂に展示されている。
フェンダー・ストラトキャスター
ボディ・カラーは、ソニック・ブルー。アルバム『ラバー・ソウル』のレコーディング中、ロードマネージャーを勤めていたマル・エヴァンスにレノンがハリスンの分も併せて2本のストラトキャスターを購入してくるように依頼し、エヴァンスは同色のものを2本購入してきた。同アルバム収録曲『ひとりぼっちのあいつ』などで本機を演奏。ハリスンのものは1967年にサイケデリックなペイントが施され、『Rocky』と名付けられた。レノンは購入時の状態のままコレクションしており、1971年のアルバム『イマジン』制作時に収録曲『オー・マイ・ラヴ』のリードギターをハリスンが本機を用いて演奏。制作風景を納めたフィルムにもそのシーンが収められている。
また、1980年のフォト・セッションで、当時の新品であった赤いフェンダー・ストラトキャスターを弾いているものがある。
エピフォン・カジノ
以前から同機を使用していたマッカートニーに勧められ、ハリスンと共に1965年に購入。ハリスンのものとは同じ1965年モデルだが、色合いや仕様（トレモロアームの有無など）で若干の違いがある。同年の『ラバー・ソウル』録音作業において使用し始め、1966年5月1日の「NME POLL WINNERS CONCERT」で初めてステージで使用。以降ハリスンと共に公演でのメインギターとなり、同年6/30～7/2に行われた日本武道館公演でも本機が使用された。
元々のボディ・カラーは黄色味がかったサンバーストであったが、1967年の「サージェント・ペパーズ〜」の録音中に、ボディ裏面を白く塗装している。同年の「愛こそはすべて」を披露した衛星中継リハーサルにて、ハリスンがこのギターを使用している（本番では自身のストラトキャスターを使用）。翌1968年にフロントピックアップのヴォリューム・ノブを、標準のゴールドからブラックに差し替えた。その後、「ヘイ・ブルドッグ」録音直後にボディのサンバースト塗装を剥離して木の地肌を露出させたナチュラル仕上げを施すリペアに出される。この頃のレノンやハリスンは「ギターの塗装を剥がせば木材が呼吸できるようになり音質向上につながるかもしれない」という思惑を共有しており、2本目のギブソン・J-160Eや、ハリスンのカジノと共に塗装剥離を施された。
「ゲット・バック・セッション」および「ルーフトップ・コンサート」、ビートルズ解散後1971年の「イマジン」セッションまでメインギターとして使用された。その後、レノンはギブソン・レスポール・ジュニアを使用し始め、本機はコレクションとして大切に保管された。
ブリッジ・サドルは現行の仕様とは異なり、プラスティック樹脂を使用している。そのため、音が若干柔らかめになっている。
ジョン・レノン・ミュージアムに、ブラックノブとともに展示されていた。
ギブソン・レスポール・ジュニア
1971年、ニューヨークに移住してから入手。当時レノンは、ボブ・マーリーをはじめとしたレゲエに心酔しており、同じモデルを使用していたマーリーにならって本器を入手した。ギブソンJ-160Eやエピフォン・カジノと同じくP-90ピック・アップを搭載しており、レノンのギター・サウンドにおける指向が窺える。フロントに、ギブソンES-150用のオールドタイプのピック・アップ（通称チャーリー・クリスチャンPU）を追加、PUセレクターの増設、ブリッジとテイルピースの交換を施し、より実用性を高めている。カラーは、当初サンバーストだったが、チェリー・レッドにリフィニッシュされた。アルバム『サムタイム・イン・ニューヨーク・シティ』録音や、1972年のTV番組『マイク・ダグラス・ショー』出演時に使用されたが、1972年8月30日にニューヨークのマディソン・スクエア・ガーデンで行われた慈善公演「ワン・トゥ・ワン」での使用がもっとも有名である。
ジョン・レノン・ミュージアムに展示されていた。
また、実物を再現したシグネイチャー・モデルが発売されており、福山雅治やASIAN KUNG-FU GENERATIONの後藤正文らが愛用している。

### アンプ
ヴォックス・AC30（VOX AC30）
ビートルズ・デビュー前から初期まで（中期ではフェンダーなどのアンプと併用）の録音においてもっともよく使用されたアンプ。真空管を使用しているため独特な粘りのある音で、個々のギターの特徴と混じり合って音を出す。公演でも使用されることはあったが出力が低いため、当時のSR（PA）システムでは巨大な会場での演奏には向かなかった。
ヴォックス・AC50（VOX AC50）
ヴォックス・スーパー・ビートル（VOX SUPER BEATLE、VOX AC100、VOX AC200）
公演においてほとんど演奏が聞こえないという問題に対処するため、出力の低いAC30などのアンプに代わって、ビートルズの公演のためにヴォックスが開発した大型で高出力のスタックアンプ。100Wのものと200Wのものがあり真空管を使用し粘りのある音が特徴である。ヴォリュームを最高にして使用しているようで、その分、アンプの持つ音より箱鳴りの音の方が大きく聞こえる。1966年の日本公演の1日目と2回目公演でAC100を使用。現在は生産停止。
フェンダー・ツインリヴァーブ
おもにビートルズ中期以降に使用。中期ではヴォックス社との契約上の理由から、公演や映像では登場しないが、録音ではフェンダー社製アンプも使用されていた。ビートルズ活動末期に撮影された映画『レット・イット・ビー』にて使用されている様子を確認できる。レノンは、フェンダー・ベースVIを接続して演奏していた。

### その他
ホーナー・ブルース・ハープ（M.HOHNER BLUES HARP）
いくつかの書籍などにホーナー・マリンバンドと書かれていることがあるが、レノンが所有していたのはブルース・ハープ。「ブルース・ハープ」は10穴ハーモニカの総称ではなく、ホーナー社の10穴ハーモニカの機種名のひとつ。
レノン50回目の誕生記念に愛用品の展示会が行われたとき、なぜかマリンバンドと紹介されていたが、そこにあったのは3本の「M.HOHNER BLUES HARP」と刻印されたハープで「MARINE BAND」と刻印されたハープではなかった。同カタログ本にもブルース・ハープの写真にマリンバンドと間違いで紹介されている。初期によく使っていたCのブルースハープは、ハンブルクの楽器店で万引きしたもの。
ホーナー・クロモニカ（M.HOHNER Chromonica 具体的なモデル名は不詳）
「ラヴ・ミードゥ」や「プリーズ・プリーズ・ミー」においてはブルース・ハープではなくホーナー社製のクロマチック・ハーモニカを使用している。これは、ブルース・ハープなどの10穴ハーモニカでは、出すのに高度な技術を必要とする音がフレーズ中に含まれるため、すべての音階を一本でカヴァーできるクロマチック・ハーモニカを曲によって使用していたものと思われる。レノン自身もBBC出演時。司会者とのやり取りのなかで、10穴ハーモニカを「ハープ」、クロマチック・ハーモニカを「ハーモニカ」と呼んで区別している。

ジョン・レノン使用ギター（本人モデルと仕様が似たもの）
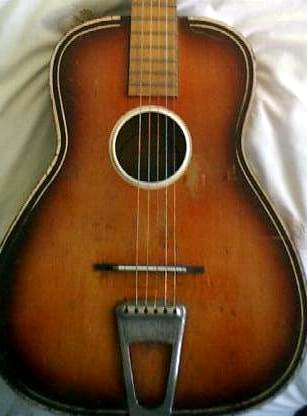
ギャロトーン・チャンピオン レノンが最初に入手したギター（叔母のミミに買ってもらった）で、マッカートニーと出会った日に使用されたギターである。写真はレノンのものとほぼ同一の仕様だがテールピースの形状が異なる。現物はジョン・レノン・ミュージアムにて展示
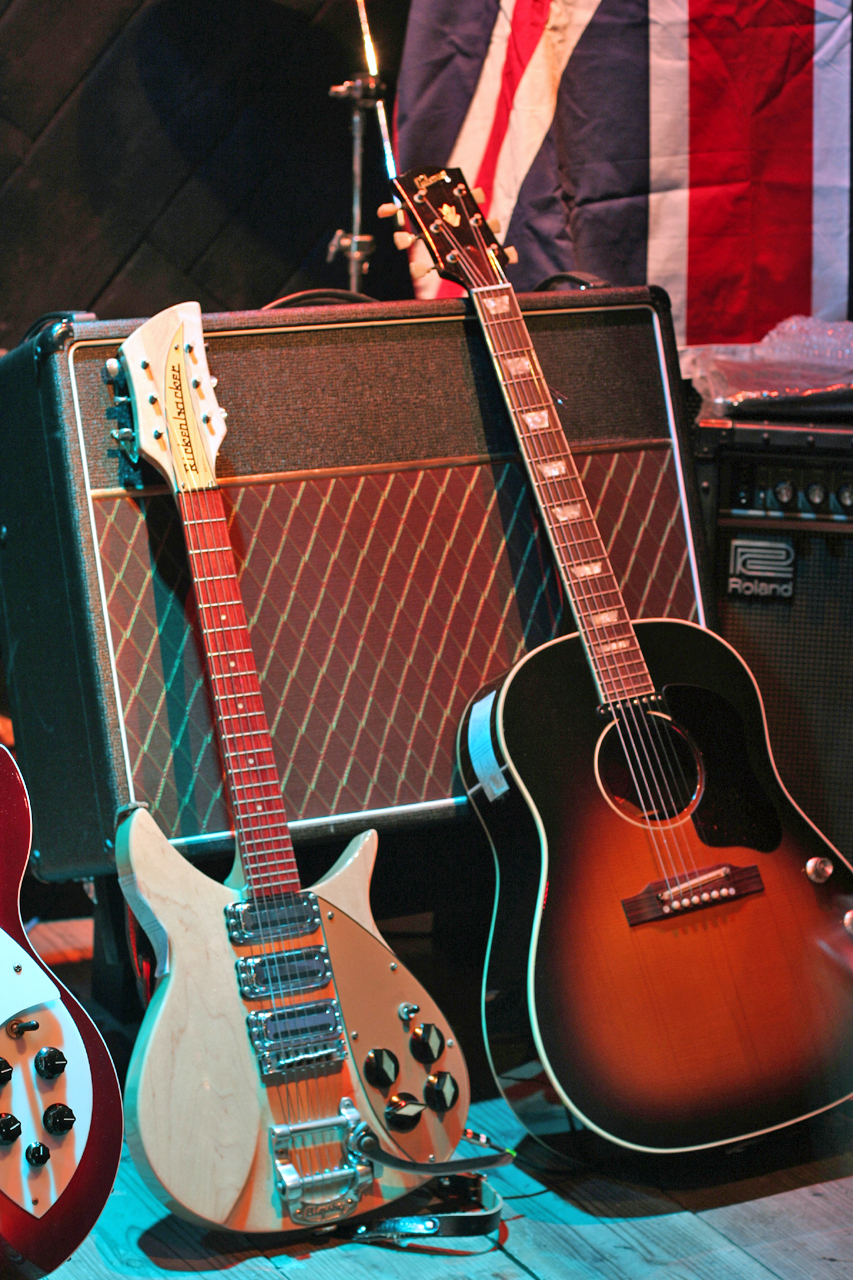
リッケンバッカー・325(58年製改造)とギブソン・J-160Eとヴォックス・アンプ 購入時の325はメイプル・グローだが、後に黒く塗った。
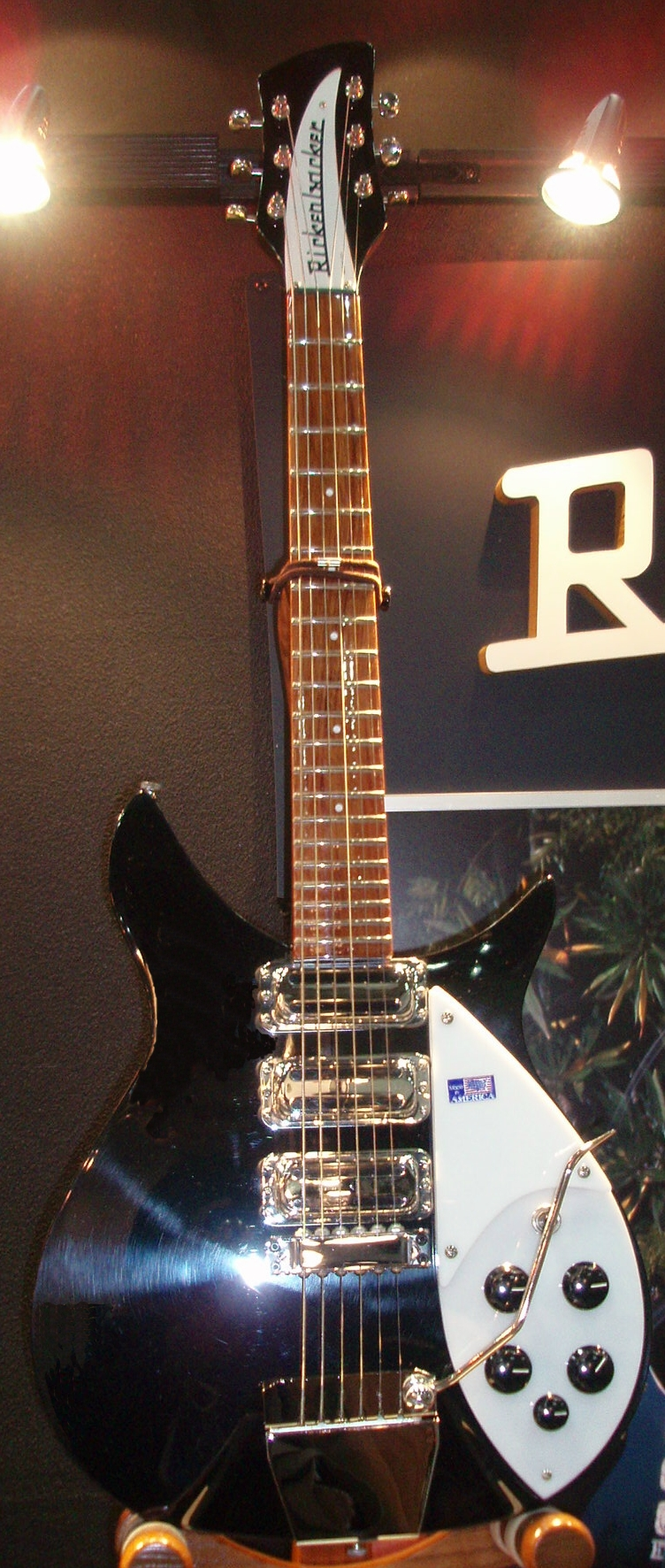
リッケンバッカー・325C64 64年製（ジョン使用の2台目）の復刻。
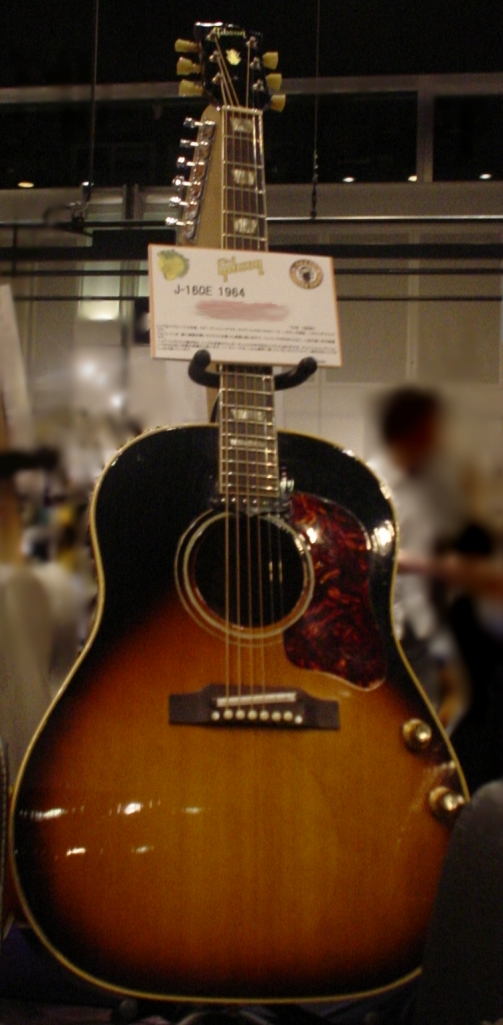
ギブソン・J-160E 1964年製
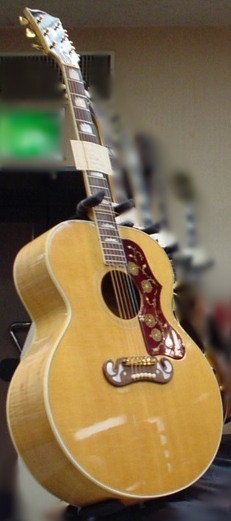
ギブソン・J-200
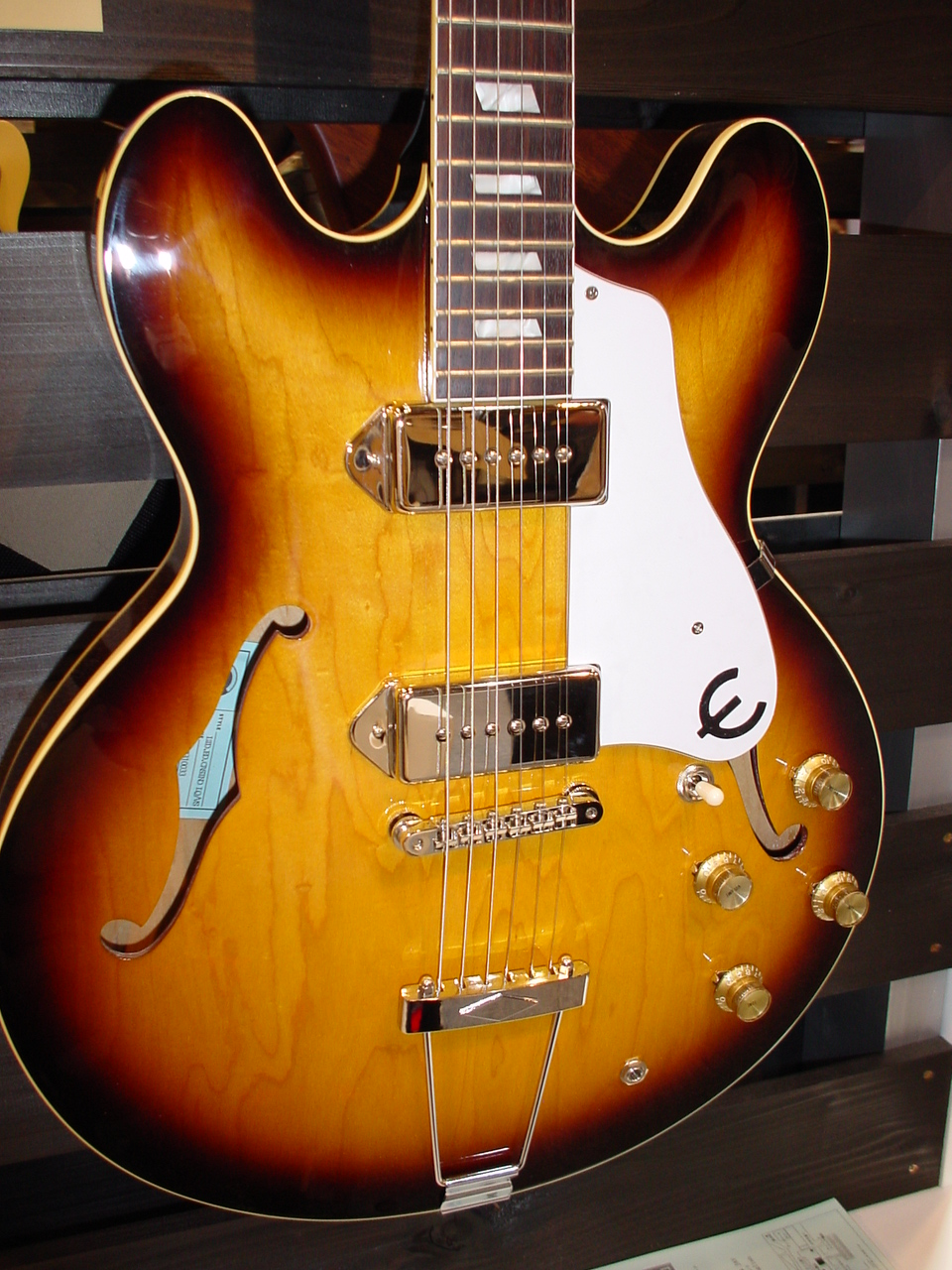
エピフォン・カジノ（サンバースト） 塗装を剥がす前の仕様に近く、ピックガードのEマークも現行のものと異なり、レノンのものと同様にフラットなタイプ。
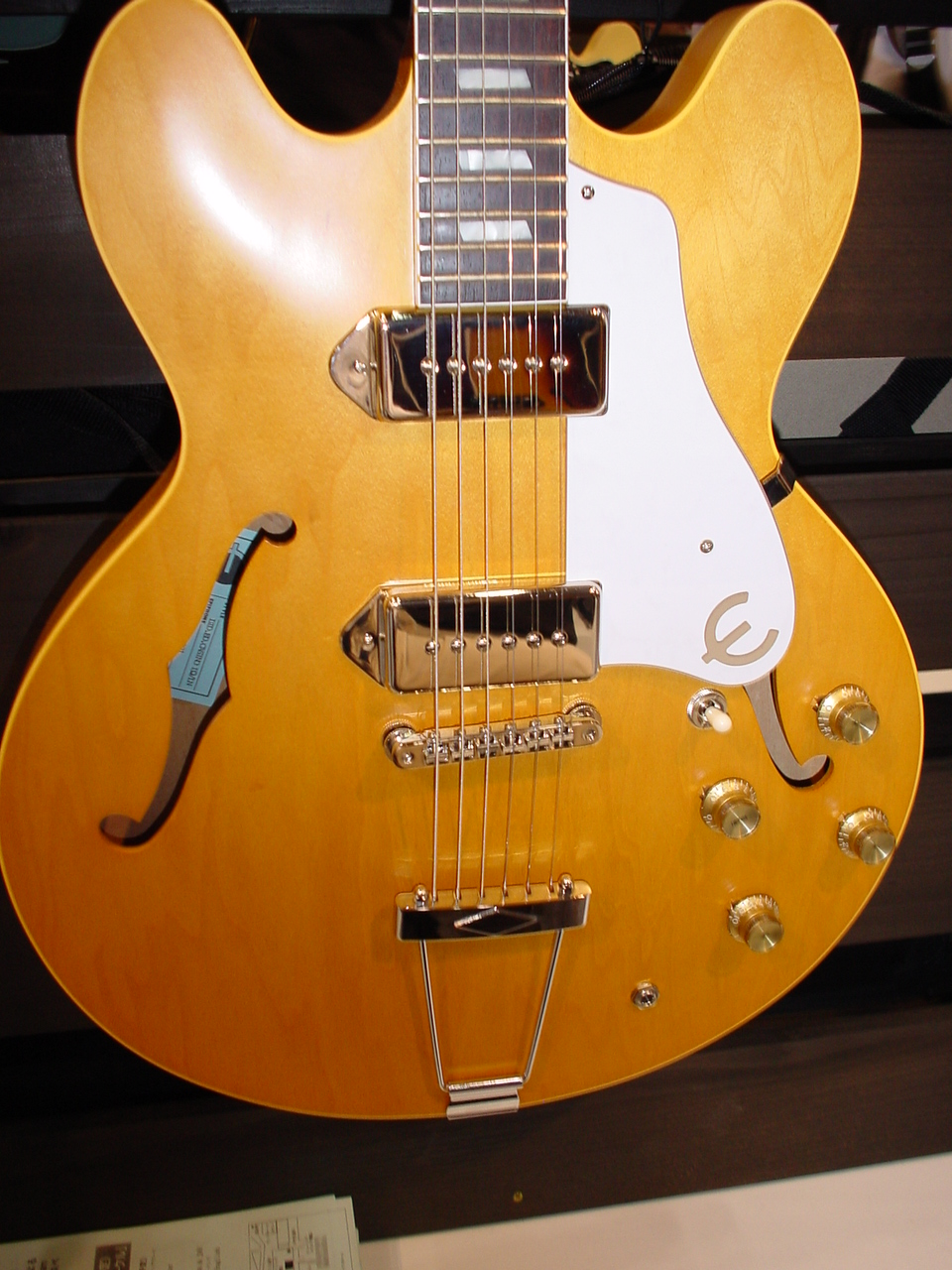
エピフォン・カジノ レヴォリューションモデル。塗装を剥がした状態のレプリカモデル。
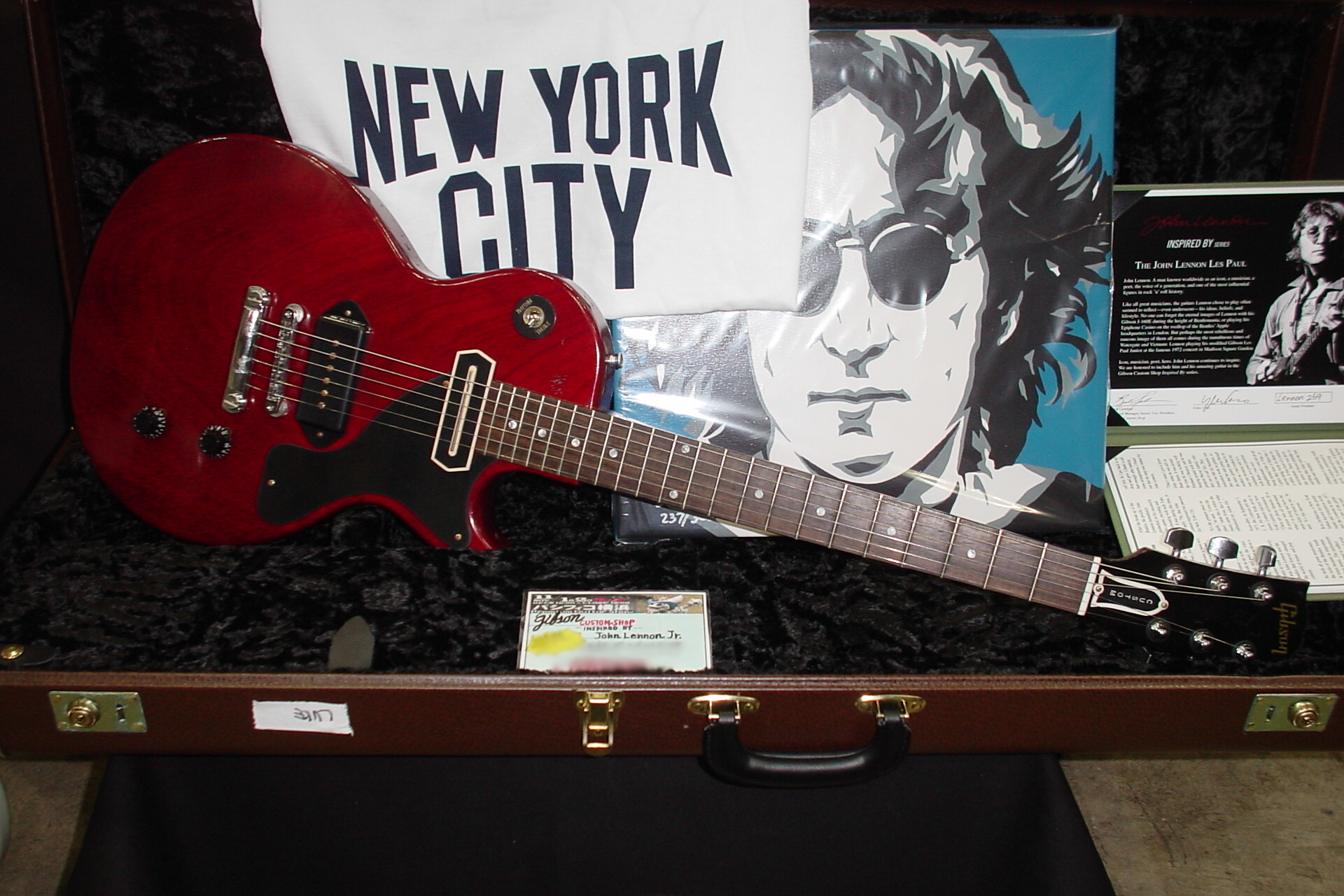
ギブソン・レスポール・ジュニア 写真のはその仕様を復刻したモデル。
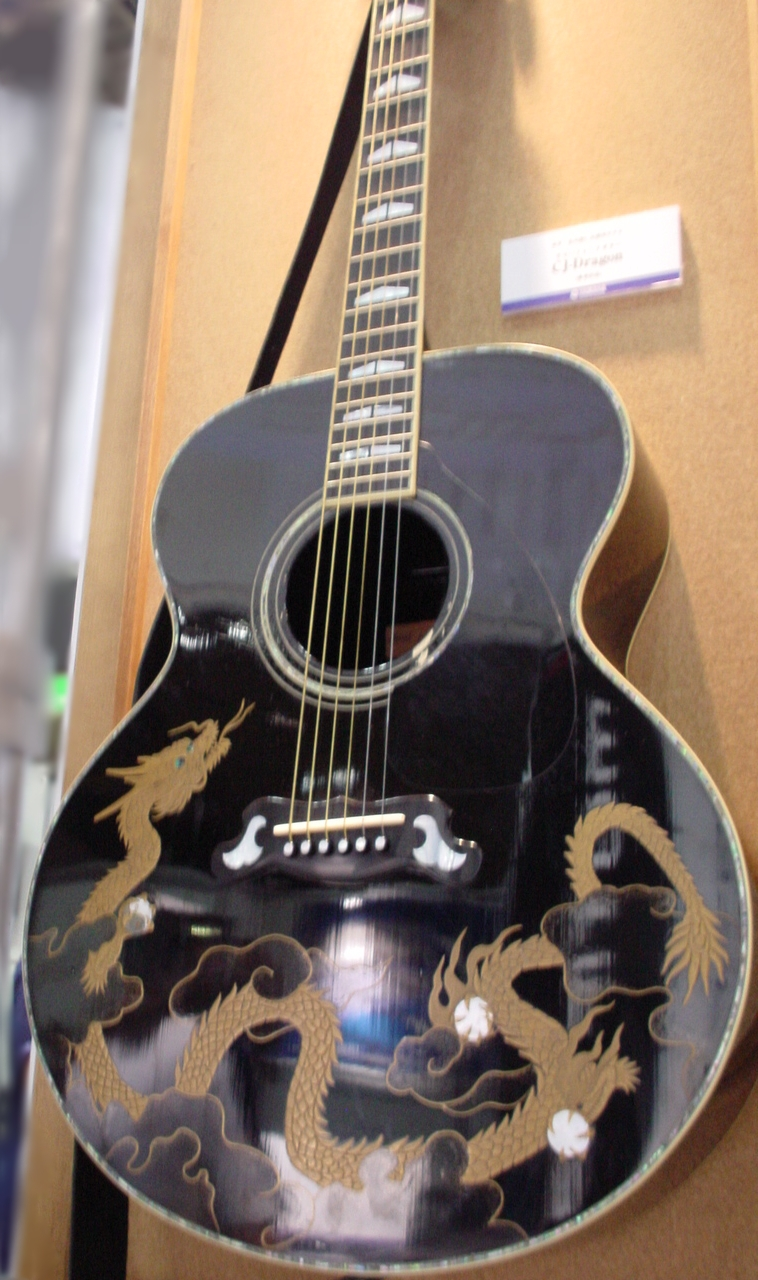
ヤマハ・ドラゴンギター オノ・ヨーコが、ヤマハに特注したフォークギター。写真は、ゆずの北川悠仁が、レノンと同じ仕様のものをヤマハにつくらせたもの。